# オルフェーヴル
オルフェーヴル（欧字名:Orfevre、2008年5月14日 - ）は、日本の競走馬・種牡馬。
2011年に史上7頭目となるクラシック三冠を制し、同年のJRA賞年度代表馬、JRA賞最優秀3歳牡馬に選出された。
主な勝ち鞍は2011年の皐月賞、東京優駿、菊花賞、2011年・2013年の有馬記念、2012年の宝塚記念。
2012年・2013年にはフランスの凱旋門賞に出走し、敗れはしたものの2年連続で2着と好走、それぞれの年にJRA賞最優秀4歳以上牡馬に選出された。2014年6月に日本調教馬として初めて「ロンジンワールドベストレースホース」を受賞し、2015年9月14日、31頭目のJRA顕彰馬に選定された。

## デビューまで
2007年の繁殖シーズン、オリエンタルアートは、前年末の朝日杯フューチュリティステークスを制した自身の初年度産駒ドリームジャーニーの管理調教師である池江泰寿から、自身が繋養されていた社台コーポレーション白老ファームへのリクエストでこの年から種牡馬デビューして注目を集めていたディープインパクトとの交配が行われた。しかし、オリエンタルアートは3度に渡って行われたディープインパクトの交配はすべて不受胎に終わってしまった。空胎を避けるためとの理由で白老ファームに繋養されている繁殖牝馬の配合責任者を務める角田修男は、オリエンタルアートが4度目の発情期を迎えたときにステイゴールドへ配合相手の変更を決断し、交配されると一度で受胎した。
2008年5月14日、ステイゴールドとオリエンタルアートの生産牧場でもある社台コーポレーション白老ファームにて栗毛の牡馬（後のオルフェーヴル）が誕生した。5月14日の出生は、競走馬としては遅生まれとなった。白老ファームスタッフの石垣節雄によると本馬は「自分の想像とはかけ離れた」姿かたちをしていたといい、「（ステイゴールドは）自身の特徴を反映した産駒を出していたので、こちらとしては今度も（全兄の）ドリームジャーニーのような馬、さすがにあそこまでは小さくなくても、ステイゴールドっぽい馬を生むのかなと思っていた。ところが出てきたのは、毛色は栗毛、サイズも平均的というお母さんにそっくりの馬だった（笑）。ドリームジャーニーの全弟ですから期待感は持っていましたが、特別にずば抜けているという印象まではなかったし、正直、（母親似に出たことを）どう評価すればいいのかわからなかったですね」と述べている。
当歳の10月から1歳の10月までの間、社台コーポレーション早来ファームで育成された後、ノーザンファーム空港牧場で競走馬となるための訓練を受けた。ドリームジャーニーと同様にサンデーサラブレッドクラブで一口馬主が募集され、募集価格は兄の3倍となる総額6000万円（一口150万円）に設定された。
馬名はフランス語で「金細工師」（仏：Orfèvre [ɔrfεːvr]）を意味する「オルフェーヴル」となった。

## 競走馬時代

### 2歳（2010年）
ドリームジャーニーと同じく栗東トレーニングセンターの池江泰寿厩舎に入厩し、8月14日に新潟競馬場の芝1600メートルで行われた新馬戦でデビューした。ドリームジャーニーと同じく新潟デビューとなり、兄の当時の主戦騎手である池添謙一が夏の主戦場である北海道からオルフェーヴルに騎乗するために新潟まで遠征してのデビュー戦だった。坂路で行った最終追い切りの手応えは池江に「絶対に負けない」との思いを抱かせていた。レースは中団の位置から直線に入り、出走メンバー最速タイの上がり3ハロン33秒4の末脚を繰り出して早めに先頭に立つと勢いを保ったままゴールに飛び込み初勝利を挙げる。しかし、パドックでは池江を加えての二人曳きを余儀なくされ、競走でも直線でモタれながらハミ環が口内に入り込んだ結果、最終的に内ラチまで切れ込み、ゴール後には池添を振り落として放馬、ウイナーズサークルでの記念撮影が中止となるなど暴れん坊ぶりを発揮した。
10月3日に行われた2戦目の芙蓉ステークスでは、スローの展開の中、第4コーナーまで我慢し直線で前が開くと豪快な伸び脚を見せたが、逃げるホエールキャプチャをクビ差捉えきれず2着に惜敗した。続く3戦目、当初は東京スポーツ杯2歳ステークスを使う予定であったが、主戦の池添のお手馬であったイイデタイガーが同レースへの出走を予定していたため使い分けるべく、初重賞となる11月13日の京王杯2歳ステークスに矛先を向けた。このレースでは単勝1番人気に推されたが、ゲート内で他馬を恋しがって啼き、やや遅れ気味のスタートから追走のため騎手に気合をつけられると今度は一転して引っ掛かるなど、幼さを露呈して10着大敗となった。
この敗戦を受け、ドリームジャーニーとの兄弟制覇が掛かっており当面の目標として出走を予定していた朝日杯フューチュリティステークスを諦め、成長を促すべくオープンして間もないノーザンファームしがらきへ放牧に出された。池江と池添の間では「ダービーまでに何とか矯正しましょう」という目標が共有され、放牧中や帰厩後の調教では、敗戦の内容を踏まえ自立心を養うために集団から離れて1頭で行うなどの工夫が施された。その結果、京王杯での敗戦がオルフェーヴルのターニングポイントとなり、翌年の大活躍に繋がることとなる。

### 3歳（2011年）

#### シンザン記念 - スプリングステークス

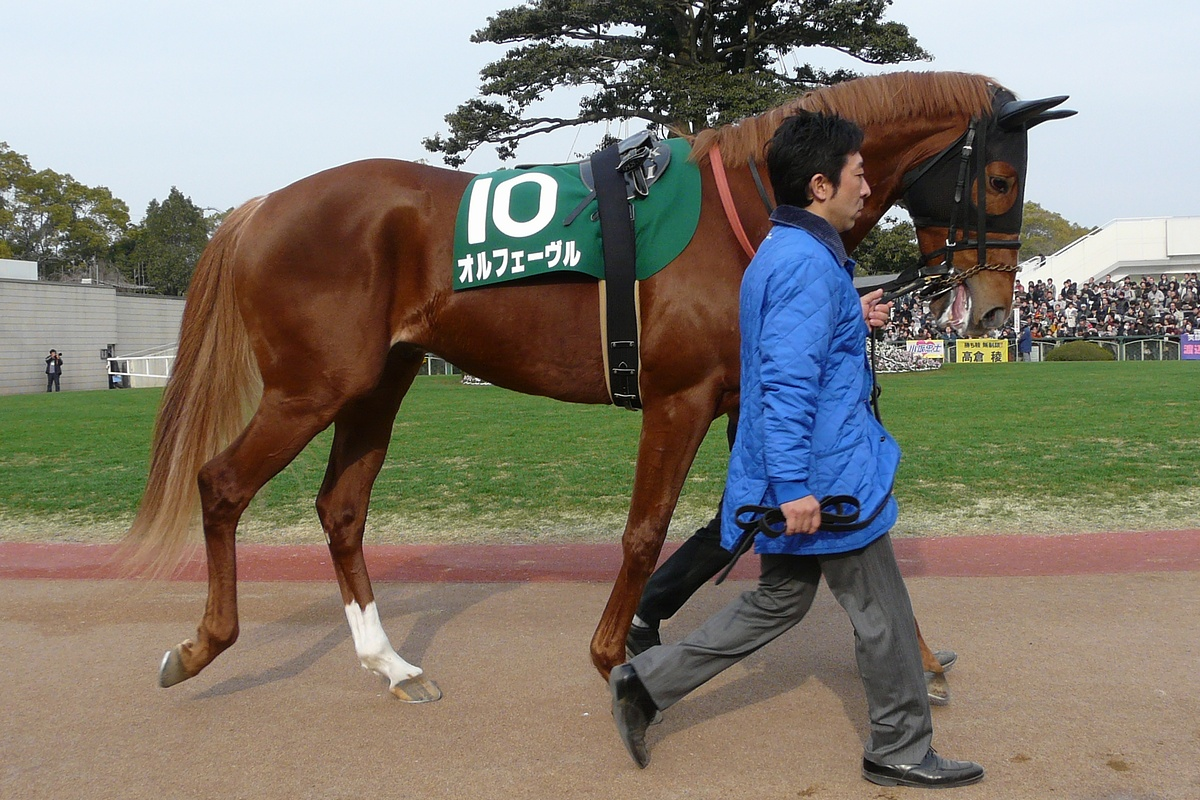
2011年きさらぎ賞

これまでの経験を踏まえ、陣営はオルフェーヴルに競馬を教えることに徹し、折り合いを教えていった。1月9日に行われた初戦のシンザン記念では、後方から最後の直線だけの競馬となり上がり3ハロン33秒5の豪脚で前に迫ったが、早めに抜け出したレッドデイヴィスの2着。2月6日のきさらぎ賞では、まずまずのスタートを切った後、中位からの差しに徹し、最後は上がり3ハロン33秒2の豪脚を繰り出すが、先に動いたトーセンラーの3着に終わった。道中トーセンラーが動いたことにも釣られることなく、最後に末脚を発揮できたことは、後に池江が「その後の競走生活において大きなターニングポイントだった」と振り返っている。もどかしいレースが続く中、池江は鞍上の池添に対し「（勝つのは）ダービーでいいから」との言葉を掛け、これにより池添はオルフェーヴルに競馬を教えることに専念することができた。

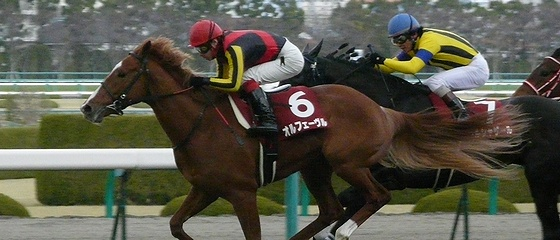
2011年スプリングS

その後、クラシックの権利取りのため出走を予定していたスプリングステークスは、東北地方太平洋沖地震（東日本大震災）に伴う中山競馬場の開催中止により、3月26日に地元の阪神競馬場で行われた。このレースでは道中後方に控えると第4コーナーまでに早めに進出し、大外から内に切れ込みながらもベルシャザール以下を一気に差し切って重賞初制覇を飾った。生来の競走能力に加え、これまで教えられてきたことがようやく花開き始め、池添は勝利騎手インタビューで「普段の調教やレースで教えてきたことが身についてきたし、本番も楽しみになりました」と答えている。また、池江は「かわすときの脚はドリームジャーニーを見ているようだったね」と切れ味を信条とする兄になぞらえたコメントを残している。

#### 皐月賞 - 東京優駿
4月24日に開催されたクラシック第1弾の皐月賞は、中山競馬開催中止の影響で舞台が東京競馬場に変更され、当初の予定より1週遅れで行われた。前哨戦に勝利したオルフェーヴルだったが、戦前の評価はそれほど高くはなく単勝10.8倍の4番人気に甘んじた。しかし、レースでは不利とされる外枠を上手く克服し、道中中団やや後方で折り合い良く待機、左回りのコーナーも難なくこなすと、最後の直線では馬群を割って先頭に立ち、1番人気のサダムパテックを3馬身引き離して圧勝。クラシック一冠目を獲得した。ゴールに向かって他馬を突き放す勝ち方に、池添は「初めて府中の直線が短く感じた」と振り返っている。この勝利により兄の果たせなかったクラシック制覇を果たし、池添は「兄貴が取れなかったクラシックを取れてめっちゃ嬉しいです！」と喜びを表現すると、池江も「競馬はブラッドスポーツ。ドリームジャーニーがクラシックで結果が出なかったのはいい勉強になった」と語っている。池江には皐月賞で「あまりにも強い勝ち方をした」ことに懸念があり、実際にその後2週間程度は疲れから状態が戻ってこなかったが、しかし本馬は1週前追い切りまでに力を超回復させた。その様は池江、池添がともに感嘆するほどであった。

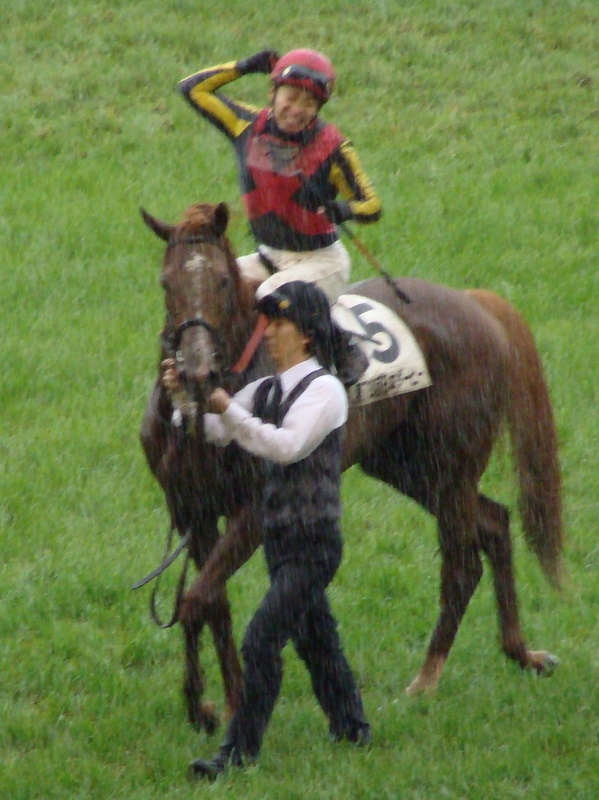
2011年東京優駿

5月29日のクラシック第2弾東京優駿（日本ダービー）は、台風2号の影響により不良馬場での開催となり不確定要素の多いレースであったが、オルフェーヴルは単勝3.0倍の1番人気に支持された。当日の東京競馬場の芝コースは、午前中は内側が伸びるコンディションであったが、午後に入ってからは第8レースの青嵐賞で勝ち馬が馬場の外側から追込みを決めたように外が伸びる状態へと変化していった。レースでは良いスタートを決めると作戦通り道中は中団やや後ろにつけて折り合いに専念。迎えた第3コーナーで大外に持ち出そうとするも内側にささったため、馬群の真後ろのポジションで最後の直線を迎える。直線の入り口で外から被せてきたナカヤマナイトと馬体を接触し鞍上の池添がバランスを崩すも、そこで引くことなくサダムパテックとの間にできたわずかな隙間を見逃さず一気の脚で抜け出し、2着のウインバリアシオンの追撃も振り切って、1馬身4分の3差をつけて優勝を飾った。3着にはさらに7馬身差をつけての快勝で、極悪馬場という試練も乗り越えクラシックニ冠目を獲得。2008年に生まれたサラブレッド7458頭の頂点に立った。デビュー以来コンビを組み絆を紡いできた池添は、「ずっと乗ってきた強みがある。テン乗りの馬にだけは負けたくないと思っていた」とのコメントを残している。なお、新潟デビュー馬が東京優駿を制したのは1984年のシンボリルドルフ以来、27年ぶり2頭目となった。また、皐月賞、東京優駿ともに東京競馬場で行われての二冠は1964年のシンザン以来47年ぶり3頭目である。

#### 神戸新聞杯 - 菊花賞
夏場は涼しい北海道ではなく、栗東近郊のノーザンファームしがらきへ放牧に出された。この意図について池江は、8月下旬に北海道から戻ってきたときの大きな気温差により馬に負担がかかるのを避けたかったとしている。三冠への期待から、池江は最も緊張する時期を過ごした。

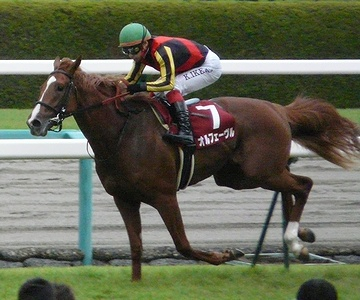
2011年神戸新聞杯

秋初戦、陣営は菊花賞に向けてのステップレースとして9月25日に地元の阪神競馬場で行われる神戸新聞杯を選択した。無事に夏を越し成長した姿を見せたオルフェーヴルは単勝1.7倍の圧倒的な支持を受けた。レースでは好スタートを決めた後、先行集団に付けるという今までにない競馬を見せた。最初の1000メートルが63秒5というスローな流れの中、道中は何とか折り合いをつけてじっと動かずに進み、迎えた第3コーナーで外から蓋をしにかかったウインバリアシオンに呼応して一気に捲る。最後の直線で上がり3ハロン32秒8という切れ味を発揮して早めに抜け出すと、池添がほとんど鞭を使うことなく2着ウインバリアシオンに2馬身半差をつけて勝利、重賞4連勝で秋初戦を飾った。
馬体重が前走から16キログラム増の460キログラムと馬体が逞しくなっただけでなく、パドックでは外側を堂々と周回し、レースでは先行して折り合って見せるなど、あらゆる面で成長を感じさせる内容であった。これに関し勝利騎手インタビューで池添は「まだ粗削りだけど反応の速さがすごい。体の緩さがなくなりトモがしっかりしてきた。どこまで強くなっていくのか」とオルフェーヴルの成長ぶりを表した。また、スローペースの中、先行し早めに抜け出すという横綱競馬を見せたことについて、池江は「（オルフェーヴルの母の父である）メジロマックイーンみたいだったね」と顔をほころばせ、池江の父である池江泰郎元調教師も「こんなに楽に勝てるとは思わなかった。何もかもがいい経験になった」と目を細めていた。なお、このレースは2007年にドリームジャーニーも制しており兄弟制覇となった。神戸新聞杯を楽勝できたことから、池江が「このまま普通に行けば勝てると思いました」と振り返るように、陣営の三冠への重圧は減退した。
三冠をかけて臨んだ10月23日のクラシック第3弾・第72回菊花賞では、およそ6万8000人の大観衆が京都競馬場に駆け付ける中、単勝支持率58.28％、単勝オッズ1.4倍の圧倒的な1番人気に支持された。この競走に向けた追い切りの後に、池添が「乗り味は今までで一番だったデュランダル以上」と語るなど、オルフェーヴルの乗り味はドリームジャーニーやデュランダル、スイープトウショウといった多くの名馬の背中を知る池添をもってしても、今までに経験したことのないレベルに達していた。三冠がかかったレース前、緊張する池添に対し、池江は具体的な作戦ではなく「謙一とオルフェーヴルを信じている」と、また担当厩務員である森澤は「自信をもって乗ってきてください」と声をかけた。
レースでは、外目の14番枠に入り隣の枠のサンビームがゲート内で暴れるも影響を受けることなく好スタートを切ると上手く内側に進路を取ったが、最初の第3コーナーで次々と他馬が外から擦っていったこともありスタンド前にかけて行きたがる気配を見せた。しかし、池添が馬群に入れて落ち着かせながら中団好位をキープして進むと、向正面では長手綱にするほど折り合いがつき、2周目の第3コーナーから徐々に進出を開始。最後の直線に入った所で早めに先頭に立つとそのまま独走態勢に入り、最後方から追い込むという奇襲に出たウインバリアシオンの追撃も2馬身半差退けて、栄光のゴールを駆け抜けた。この勝利によりオルフェーヴルは、2005年のディープインパクト以来6年ぶり史上7頭目のクラシック三冠馬に輝いた。
自ら動いて早々とセーフティーリードを築き、最後は手綱を抑える余裕を見せたにもかかわらずコースレコードに0.1秒と迫る好タイムを残すという、強い競馬であったが、早めに先頭に立ったことに関して池添は「この馬が後ろから差されるイメージはなかった」と勝利騎手インタビューで明かしている。ゴール後には、池添がガッツポーズをせずに警戒していたにもかかわらず、1頭になったオルフェーヴルが外ラチに向かって逸走しデビュー戦同様に池添を振り落とすという珍事もあった。これにより森澤に引かれる形でのウイニングランとなったが、これについて池添は勝利騎手インタビューにおいて「僕とオルフェーヴルらしい」と苦笑いを浮かべながら答えていた。この勝利を受け、池江は「目標は、ボクの夢である凱旋門賞です」と述べ、翌年の凱旋門賞挑戦を表明した。なお、父・母・および母の父のすべてが内国産馬の三冠馬は史上初である。母、母の父が内国産の例を挙げてもシンザンとシンボリルドルフにしか例のない快挙である。池添は1964年にシンザンで三冠を達成した栗田勝の32歳8ヶ月5日を更新する32歳3か月1日で最年少三冠ジョッキーとなり、池江の父である池江泰郎は2005年にディープインパクトで三冠を達成しているため史上初めて親子で三冠トレーナーとなった。

#### 有馬記念
三冠達成後はノーザンファームしがらきへ短期放牧に出された。次走には菊花賞からのレース間隔を考慮して第56回有馬記念を選択。12月25日、6年ぶりのクリスマス・グランプリとなった有馬記念に出走した。ファン投票こそ、この競走での引退を発表しており最初で最後の対決として注目されたブエナビスタに次ぐ2位であったが、単勝では2.2倍の1番人気に支持された。この競走の出走メンバーは、ブエナビスタに加えて当年のドバイワールドカップを制したヴィクトワールピサなど本馬を含めGI馬9頭、計19冠という稀に見る豪華なメンバーであったが、追い切り後に池添は「（再戦の機会が無いブエナビスタに）負けたら（負けたと）言い続けられる」と述べ、池江も「（池添と）一番強いところを見せようと話していた」と語るなど、陣営は現役最強の称号獲得に並々ならぬ意欲を燃やしていた。
レースではスタートでやや立ち遅れ、前半1000メートルの通過が63秒8という超スローペースの中、最後方付近の内ラチ沿いという苦しい位置取りであったが、第2コーナーで鞍上の池添に導かれ馬群の外へ出すことに成功すると、残り700メートル付近から徐々にポジションを上げ大外を捲っていく。最後の直線、トーセンジョーダンらを交わして外から抜け出すとエイシンフラッシュやトゥザグローリーらの追撃を4分の3馬身差封じ、究極の瞬発力勝負となったグランプリを制覇し、「四冠馬」となった。
当日の中山競馬場は朝から好天に恵まれていたが、オルフェーヴルが先頭でゴール板を駆け抜ける前後から雪がちらつき始め、表彰式は幻想的な雰囲気の中で行われた。
直線が短く小回りで先行有利とされる中山競馬場において豪華メンバー相手にスローペースの中、大外を捲って勝利したことに対し、勝利騎手インタビューで池添は「強かったという言葉しか出てこない」と答えていた。また池添はオルフェーヴルの乗り味について「スピードの乗りは抜群で沈むように走りました。ちょっと仕掛けたら沈むようにハミを取って進んで行ってくれて、ねじ伏せるように直線は伸びてくれましたからね。すごい馬です」と興奮気味に答えていた。なお、同レースは2009年にドリームジャーニーも制しており、史上初の兄弟制覇となった。また、同一年のクラシック三冠と有馬記念制覇はナリタブライアン以来17年ぶり3頭目である。
有馬記念後は厩舎で状態をチェックされた後、翌2012年1月4日にノーザンファームしがらきへ放牧に出された。池江が「意識的にゆっくりさせた」と言うように、この年の疲れを癒すべく本格的なリフレッシュが図られた。
当年は8戦6勝。スプリングステークス以降は破竹の重賞6連勝、クラシック三冠を含むGI4勝という好成績を残し、JRA賞年度代表馬および最優秀3歳牡馬に選出された。また、2011年のワールド・サラブレッド・ランキングにおいて、有馬記念のパフォーマンスが123ポンドと評価され、2011年の日本調教馬では最高の第17位タイにランクされた。菊花賞でのパフォーマンスは122ポンドと評価された。

### 4歳（2012年）

#### 阪神大賞典
3月18日、明け4歳初戦として第60回阪神大賞典に出走。オルフェーヴルの折り合い面を考えれば同じく関西で行われる産経大阪杯を使うことも考えられたが、秋のフランス遠征を見据え折り合いに対するリスクを承知の上でスローペースが見込まれる3000メートルの長丁場のレースが選択された。四冠馬がどのような走りを見せるのか競馬ファンの注目度は高く、同レース史上最高の単勝支持率75.9%、オッズ1.1倍という圧倒的な1番人気に支持された。レース選択も含め「凱旋門賞を勝つためには、厳しい試練を与えることが必要」と考えていた池江が池添に対し「有馬記念のようなウルトラC的な競馬はしないようにしよう。普通の競馬をしよう」と話すなど、陣営は後方から早めに捲っていく競馬ではなく、神戸新聞杯や菊花賞で見せた好位から抜け出す正攻法の競馬で再び勝利することを、このレースでの課題とした。しかし、本格的なリフレッシュ明けのオルフェーヴルは、これまでの休み明けと比較してもイレ込んでおり、パドックや返し馬でもチャカつく素振りを見せていた。このような状態で大外枠からスタートしなければならず、折り合いに対する不安を抱えながら発走の時を迎えることとなった。
レースでは五分のスタートを切ると最初の第3コーナー付近で引っ掛かる様子を見せたが、池添が何とかなだめながら追走し作戦通りに好位のポジションを取り、そのまま3番手の位置で折り合いがつくかに見えた。しかし、最初の1000メートルの通過が64秒9のスローペースを早めに察したナムラクレセントがオルフェーヴルの外を一気に捲っていくと、前に壁を作れずにいたオルフェーヴルは口を割るなど再び掛かるような素振りを見せ、1周目のホームストレッチでは我慢が利かずに2番手までポジションを上げる。ここで池添が何とか折り合いを付けるべく他の馬から離す形で第1・2コーナーを回ったにもかかわらず、なおオルフェーヴルは行きたがり、遂に向正面の入口付近では先頭に立つ形となった。その結果、1頭になり競馬を止めようとしたオルフェーヴルは、2周目の第3コーナー入口でコーナーを曲がろうとせずに外ラチギリギリの所まで真っ直ぐに逸走し始め、池添が手綱を急激に引っ張り減速すると故障を疑わせるほどの勢いで後方3番手までズルズル後退するというアクシデントが発生。
しかし、その直後、内側に他馬を見つけたオルフェーヴルは再びハミをとって加速しコースへ復帰すると、第4コーナーにかけて馬群に取り付き大外から一気の捲りを見せる。勢いを保ったまま最後の直線に入ったオルフェーヴルは、それまでのロスをものともせずに大外から先頭に並びかける。しかし、最後は最内枠からロスのない競馬をし直線で内ラチ沿いを抜け出したギュスターヴクライを半馬身差捉えきれずに2着敗戦となった。
ほぼ1周の間掛かり通しであっただけでなく、池添が「100メートルは余分に走っていた」というほどの大逸走、さらに手綱を締め大きく減速してしまいながらも、そこから再加速し出走メンバー最速となる上がり3ハロン36秒7の末脚を繰り出して勝ち負けにまで持ち込むという型破りな走りに、レース後、池添は「化け物だと思う」と振り返っている。このように同競走でオルフェーヴルは折り合い面での脆さを露呈する形で敗れたが、その一方でロスが大きかったために却ってファンや競馬関係者に能力の高さを印象づけることにもなった。また、オルフェーヴルがある意味伝説的なレースを演じたのは、長距離ばかりを走ってストレスがたまったのではないかと、後年井崎脩五郎が雑誌にて分析している。
なお、この逸走により平地調教再審査の制裁が与えられることになったため、次走に予定している天皇賞（春）への出走は、その結果次第となった。

#### 天皇賞（春）
4月11日、天皇賞（春）の2週前追い切りも兼ね、平地調教再審査（以下「再審査」という）が栗東トレーニングセンターのEコースで実施された。前走の阪神大賞典において第3コーナーで逸走したことについての再審査であったため、裁決委員3名、ハンデキャッパー5名の計8名が第3コーナーから第4コーナーにかけての走行振りを注視する中で審査が行われた。その結果、逃避癖やタイムを含めた走行状態に問題はないと判断され、合格の判定が下された。これにより天皇賞（春）への出走が可能となった。前年のクラシック三冠を制し年度代表馬にも輝いたトップホースの再審査は異例とあって、関係者や記者らの視線が集中する中での再審査となったが、無事に合格を果たし、池添が「やっと競走馬に戻れました。ホッとしました」と述べると、池江も「GIの1番人気より緊張しました」と当時の心境を明かしている。このように阪神大賞典での逸走のアクシデントはオルフェーヴルおよび陣営に試練をもたらしたが、結果として池添が付きっきりでオルフェーヴルの調教に携わることになった。これについて池添は「受かったからといって、折り合いが大丈夫になったわけじゃない。でも、普段からコミュニケーションを取ることができたのはよかった」と述べている。
迎えた4月29日の天皇賞（春）では、前走と同様に大外枠（18番枠）からの発走となった。再び逸走することも心配されたが、単勝1.3倍の圧倒的1番人気に推された。
レースでは、横一線のスタートを切るとすぐに位置取りを下げ、前に壁をつくるようにして後方2、3番手に控えた。その後レースは、前方でゴールデンハインドとビートブラックが大逃げを打ち、少し離れた3番手にナムラクレセントが控え、4番手以下のグループが牽制し合う展開となり、2周目の向正面まで進んでいく。第3コーナー手前からようやく4番手以下も差を詰めにかかり、オルフェーヴルも外に持ち出して追い上げようとするが、近走のように手応え良くポジションを上げていくことはできず、池添の手が激しく動いたまま迎えた第4コーナーでは大きく外に膨らんだ。結局メンバー3位タイとなる上がり3ハロン34秒0の末脚は使ったものの前も止まらず、ビートブラックが後続を4馬身突き放して優勝、オルフェーヴルは勝ち馬から1.8秒遅れての入線となり、見せ場なく生涯最低着順の11着（ヒルノダムールとの同着）に敗れた。
敗因については、レース直後の時点でははっきり判明しなかったものの、池添が「（最後の）直線でもだいぶ脚をとられて、4、5回くらいつまずくような感じになった」として故障も疑ったほどだったと振り返るなど、池江・池添は共に馬場の可能性を挙げた。また、池添はオルフェーヴルの状態について、「3コーナーの下りを利用して動かしていったんですけど、いつもの伸びがなかった」「返し馬で、いつもの柔らかいフットワークではなかった」と語っている。さらに、展開の不向きにも触れ、前が逃げていてもオルフェーヴルの折り合いを重視すると動くに動けず、「嫌な展開だと思っていた」としている。後にこの敗戦を振り返った池江は、「返し馬が全然良い頃とは違いました」と述べるなど上記の敗因に改めて言及したほか、「ひょっとしてオルフェーヴルの場合、体の違和感とか、馬場が硬くて合わないと感じたら、レースを投げてしまうところがあるのかも知れませんね。兄弟もそういうところがありましたから」と述べ、異なる可能性についても示唆した。また調教再審査について「段々、前捌きが硬くなって、コズミもでて、調教中に躓くこともありました。あの馬にはあり得ないことですからね」として影響があったことを認めた。さらに、中間に下痢を起こしていたことを明かしたうえで、調教の動きを見て「ベストの状態ではないけれど、競馬に行けばキッチリ走ってくれると思ったのですが」と当時の心境を回顧している。ただ、最終的には池江も明確な敗因を突き止めるまでには至らず、「理由はひとつだけではなかったように思います。位置取りが悪かったとか、メンコ（覆面）をしていたとか、調教再審査で負担が掛かったとか、馬場が向かなかったとか、展開に泣かされたとか、色々な要素が複雑に絡み合っている」「正直今でも手探りの状態で、これが明確な敗因だという理由を突きとめられていない」と明かしている。
この敗戦により、レース直後に池江が「この着順では凱旋門賞を目指すとは大きな声では言えない」と述べるなど、前年から目標として掲げていた凱旋門賞挑戦について大きくトーンダウンすることとなった。

#### 宝塚記念
5月2日、凱旋門賞の一次登録は行ったものの、次走の宝塚記念の結果及び内容次第で遠征を行うかを決めるとした。翌5月3日、オルフェーヴルは立て直しを図るべくノーザンファームしがらきへ短期放牧に出された。5月31日に帰厩した後も陣営は慎重な姿勢を崩さず、池江は宝塚記念の2週前追い切り後に「息遣いが荒く、中身ができていない。正直時間が欲しい」と、1週前追い切り後には「上がり運動でのトモの踏み込みに満足できない」と語るなど、宝塚記念への出走について明言を避けた。その一方で、2週前追い切り当日の6月7日に発表された第53回宝塚記念ファン投票の最終結果でオルフェーヴルは7万2253票を集め、2位以下に約2万4000票差をつけて1位に支持された。こうして迎えた6月20日、坂路で行われた最終追い切りでエアラフォンと併せ馬を行い4ハロン52秒5-1ハロン12秒5の時計を出したのを受け、池江は「当日までに7割程度には戻せると思っている。前走より確実に良くなっている」との評価を下し、「今日の動きと上がり運動を見て、出走を決意した」として正式に宝塚記念への出走を表明した。同時に「1位の重みを感じています。今回、もし2位や3位だったら、早々に“秋に備えて（回避）”と考えていたところでした」と心中を明かすなど、ファンの支持を後押しにサマーグランプリ出走へ踏み切ることとなった。
6月24日の第53回宝塚記念では、2走続けてファンの期待を裏切ったうえに万全の体調ではなかったにもかかわらず、単勝3.2倍の1番人気に支持された。レースでは、11番枠から五分のスタートを決めると、大外から勢いよく飛ばしていったネコパンチが1000メートル通過58秒4のハイペースで引っ張る展開の中、後方5番手付近に待機する作戦を取った。この日は阪神大賞典で見せた気の悪さも影を潜め、道中は池添の手綱に反応良く歩を進めた。迎えた第3コーナーで近走のように外からポジションを上げていこうとはせずに、ルーラーシップら余力を残していたライバルが捲っていくのとは対照的に第4コーナーでは後方4番手あたりまで位置取りを下げた。しかし、ここで池添が進路を内に取り、前が開けたとみるや手綱を動かして勢い良くスパート、直線入口では先頭を射程圏に捉えるほどの一気の追い上げを見せる。そのまま馬場の内から3、4頭目を駆けたオルフェーヴルは、最終週の荒れた馬場をものともせず鞍上の右鞭に応え残り約150メートルで先頭に立つと、追いすがるルーラーシップ以下を2馬身差抑えて1着となり、当年初勝利を5度目のGI制覇で飾った。これでオルフェーヴルはテイエムオペラオーに次いで史上2頭目の4競馬場GⅠ制覇を達成した事になり、4歳になる年の6月までに達成するのは2023年現在最速記録である。
確定直後の勝利騎手インタビューは通例の検量室前ではなく、観客のいるスタンドの前で行われた。この中で池添は涙を見せ、「ほんとにきつくて…ほんとに良かったなって思います」「この馬の強さって言うのをやっとね。一番強いと思っていたし、やっと見せることができて。本当にありがとうございます」と語った。また、オルフェーヴルのファンに対して、「ファン投票を、ここ2走不甲斐ないレースだったんですけど、1位に選んでいただいて本当にありがとうございます。1番人気でしたし、その期待に応えたいと思って一生懸命乗りました」と感謝の気持ちを伝え、「これからもオルフェーヴルを追い続けて下さい」と最後は笑顔で締めくくった。このレースは2009年にドリームジャーニーが同じく池江・池添のコンビで制しており、史上初の兄弟制覇となった。なお、オルフェーヴルのこの競走でのパフォーマンスはワールド・サラブレッド・ランキングで127ポンドと評価された。

#### フランス遠征
7月15日、フォワ賞をステップレースとするプランが発表され、凱旋門賞挑戦が正式に表明された。また、鞍上がこれまで出走した全レースでパートナーを務めた池添から凱旋門賞に優勝経験のあるクリストフ・スミヨンに乗り替わることも併せて発表された。これについて、池江は「苦渋の選択だった」と述べた。一方池添はこのときの心境を、「いつもだったら絶対潰れてるくらいの量の酒を飲んでも全然酔えないくらい、本当にショックだった」と語っている。
8月25日午前8時18分、オルフェーヴルは帯同馬である同じ池江泰寿厩舎のアヴェンティーノと共に成田国際空港から出発。韓国の仁川国際空港を経由して現地時間（以下同）8月25日午後5時47分にフランスのシャルル・ド・ゴール国際空港に到着し、その後、現地で調教師として開業している小林智厩舎に入厩した。8月26日に曳き運動を行い、8月27日からは調教を開始。9月3日にはスミヨンが騎乗して感触を確かめ、9月5日にはフォワ賞に向けた1週間前追い切りが行われた。
9月16日のフォワ賞は、5頭と少頭数での競馬となった。レースではペースメーカーとして出走したアヴェンティーノが逃げる展開を最後方で待機。超スローペースとなったことで道中で行きたがる素振りも見せたが、スミヨンが抑え込む。最後の直線ではアヴェンティーノが開けた最内を追い上げ、G1を3勝しているミアンドルらを突き放し優勝した。
この結果について、スミヨンは「前哨戦として、本番に繋がる良いレースが出来ました」「本番に向けて、余力を残すようなレースができました」とコメントした。
池江は「勝たせてもらいましたが、世界の壁の高さを感じました」と述べ、後には「もっと楽に勝てると思っていた。2着馬（ミアンドル）は次走を見据えて仕上げていなかったし、その馬を引き離せなかったのはショック」と語っている。
前半に折り合いに苦労した点については、池江は「（スミヨンが）調教でスムーズに折り合ったので、コントロールし易いと言っていましたが、必ずしもそうではないところを身をもって感じてもらえたと思います」「馬だけでなく騎手にとっても、本番に向けてよい経験になったと思います」と語っている。そして、池江、スミヨンとも、凱旋門賞には「さらに良い状態での出走」を望むコメントを残している。
この勝利を受け、イギリスの大手ブックメーカーの中にはオルフェーヴルに対する凱旋門賞における前売りオッズを、前年の覇者であり当年のキングジョージ6世&クイーンエリザベスステークスにも優勝したデインドリームと並ぶ1番人気に支持するところも現れた。

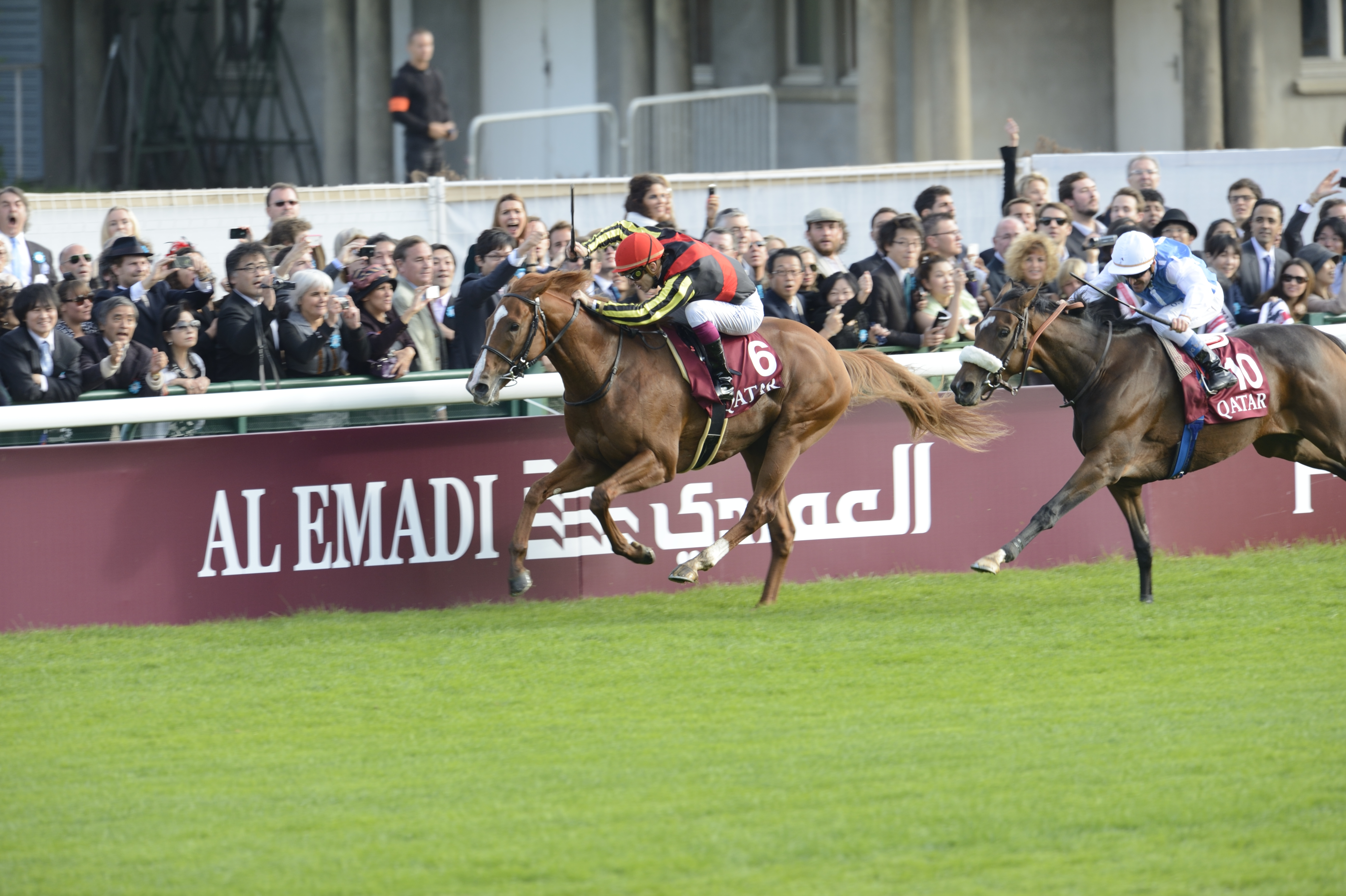
2012年凱旋門賞

10月7日の第91回凱旋門賞は、18頭での競走となった。本番が近づくにつれて有力馬の回避が相次ぎ、2010年と2011年のエリザベス女王杯を連覇し、当年のアイリッシュチャンピオンステークスにも優勝していたスノーフェアリーが故障により出走を回避することが9月29日に明らかになった。また、10月1日には、前述のデインドリームが調整を進めていたドイツのケルン競馬場において馬伝染性貧血が発生し、デインドリーム自身に感染は見られなかったが移動禁止の措置が取られたために凱旋門賞への出走断念を余儀なくされた。さらに、10月2日には、キングジョージ6世&クイーンエリザベスステークスにおいて前年は優勝、当年はハナ差の2着という成績を残していたナサニエルも熱発により回避することとなった。一方で、当年の英愛ダービー馬のキャメロットは、ランフランコ・デットーリが騎乗して参戦することとなった。さらに、当年のジョッケクルブ賞（フランスダービー）の優勝馬サオノワやアイリッシュオークス馬のグレートヘヴンズ、前年の凱旋門賞2着のシャレータも参戦した。
迎えた本番。横一線のスタートから、マスターストロークが逃げ、ロビンフッドが2番手を追走する。大外枠からスタートしたオルフェーヴルは、そのまま馬群の外側を進み、後方から2番手からレースを進める。道中ではアヴェンティーノに騎乗しているアントニー・クラストゥスが何度か後ろを振り返ってオルフェーヴルを探し、オルフェーヴルが落ち着いて走れるようにとアヴェンティーノを近づけていく。第3コーナーを通過する頃には、後方2番手は変わらないが馬群がやや縦長になっており内から2、3頭目を進む。そして最後の直線では大外から馬なりのままポジションを上げ、追い出されると残り約300メートルで勢いよく先頭に立ち、さらに後続を突き放した。しかしその後、内ラチに向かって急激に斜行して失速。スミヨンが内から鞭を打って立て直しを試みるも、盛り返してきたソレミアにゴール直前で差され、2着に終わった。
テレビ中継の中で行われたレース直後のインタビューで、池江は「日本の競走馬が世界のトップレベルにあることは事実だが、自分の技術が世界レベルになかった」「明日から出直して、何とかこのレースに勝つ為にまた戻ってきたい」と述べた。レース展開については、「後方で折り合いをつけるというのは予定通りだったが、早めに抜け出して目標にされた分、交わされた」と述べている。最後に斜行したことについて、スミヨンは「直線に向いてから追い出しての反応は良かったが、内にもたれてしまった。途中で右ムチに持ち替えたもののさらに内ラチに寄って行った。抜け出してから少しソラを使うような所があったかもしれない」とコメントしている。また池江は馬の怪我や騎手の落馬を恐れて専ら幅の狭いコースで調教を行っており、広い調教場での追い切りをしなかったためにヨレる面をスミヨンに体感させておけなかった事を競走後に後悔として述べている。
オルフェーヴルとアヴェンティーノは10月10日午前8時56分（日本時間、以下同）、成田国際空港に帰国した。

#### ジャパンカップ

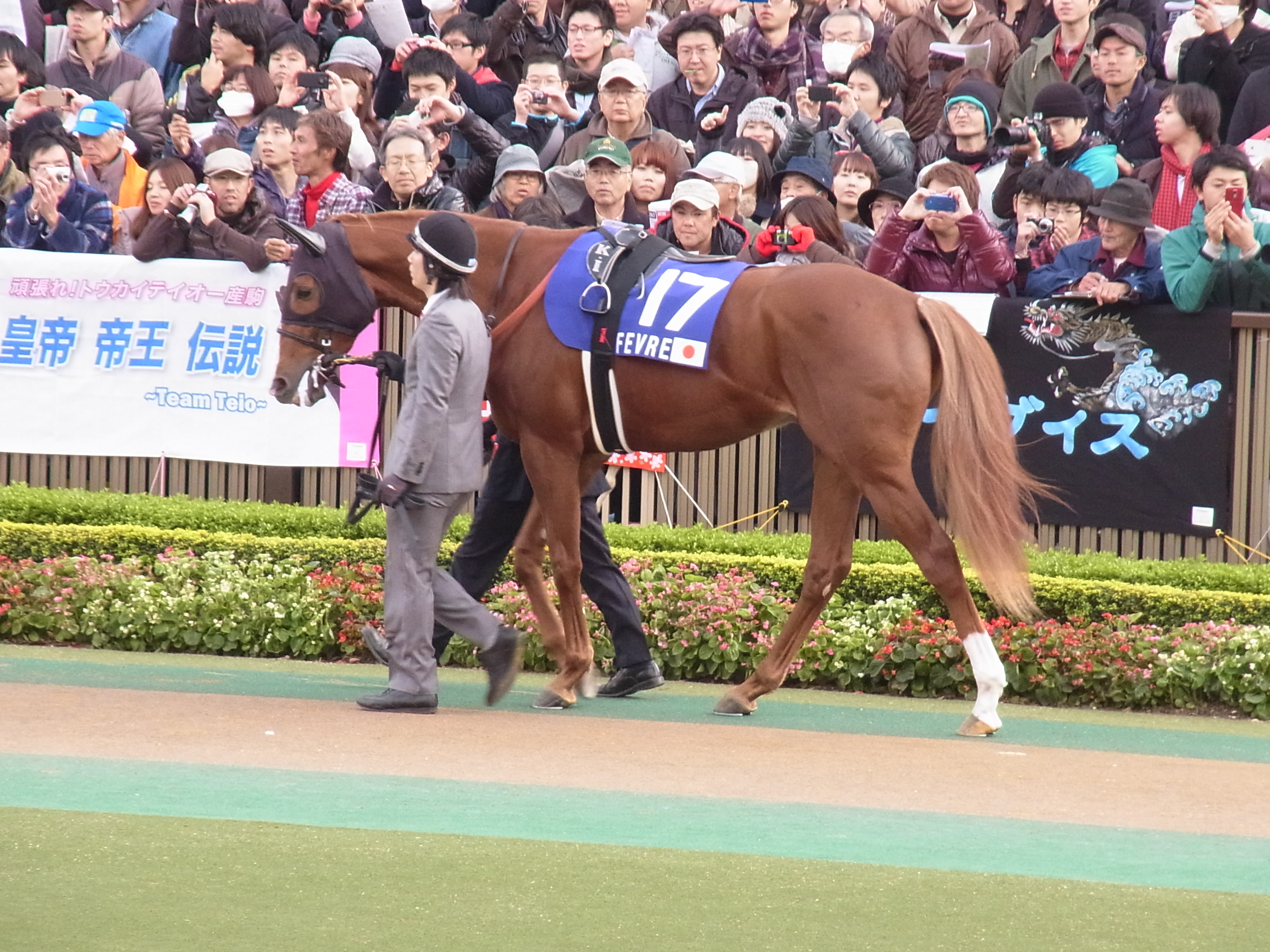
2012年ジャパンカップ

帰国後は第32回ジャパンカップに出走、鞍上は池添に戻ることとなった。この競走には当年に牝馬三冠を達成したジェンティルドンナも出走を表明しており、ジャパンカップでは28年ぶり2例目の三冠馬同士の対決となった。また、凱旋門賞に優勝したソレミアも出走し、今度は日本でオルフェーヴルとの再戦が実現した。その他にも、同年のクイーンエリザベス2世カップに優勝したルーラーシップや天皇賞（春）でオルフェーヴルらを一蹴したビートブラック、天皇賞（秋）で2010年の東京優駿以来となる勝利を挙げたエイシンフラッシュなどが参戦。外国馬を含めてGI優勝馬が9頭、出走馬17頭全てが重賞優勝馬という豪華な顔ぶれとなった。しかしオルフェーヴルは、凱旋門賞の2日後に現地を発ったためにレースの疲労に輸送の消耗が重なりコンディションが上向かなかった。池江は「あと1週間あれば、馬体の張りや心肺機能など、もうちょっと状態のアップが望める」述べており、万全とは感じられない状態での出走となった。
ジャパンカップでは、当年6戦目で5度目となる大外枠（17番枠）からの発走となった。凱旋門賞からの帰国初戦であるが、ファンから単勝オッズ2.0倍の1番人気での支持を受けてのレースとなった。
レースでは、ビートブラックが後続を引きつけながら逃げる展開を、後方5番手の外側から進む。第3コーナーから徐々にポジションを上げていき、3番手で最終直線に向いた。直線で逃げるビートブラックに迫り、一気に突き放すと思われたが残り200メートルほどで、ビートブラックを避けて進路をこじ開けようとしたジェンティルドンナと激突、その衝撃でオルフェーヴルはバランスを崩すと同時に失速した。そこから体勢を立て直しジェンティルドンナと叩き合ったが、ハナ差の2着で入線した。この接触やジェンティルドンナの進路の取り方について20分以上に及ぶ審議が行われたが、入線通りに確定した。
オルフェーヴルの走りについて、池添は「道中は少し引っかかるところがありましたけど、他馬の後ろで我慢してくれた。海外遠征帰りだけど、力も出し切ってくれたと思います」と評価した。一方で、馬体をぶつけられたことについては「あの判定はどうかと思います。ちょっと納得がいかない」と悔しさを表し、また池江も「3回はぶつけられている。1回はバランスを崩して宙に浮いた。あれだけはじき飛ばされたら、どんな馬でも失速する」とコメントした。一方でジェンティルドンナの関係者からは、「私としては審議は大丈夫だなと思っていました」（管理調教師・石坂正）、「これが失格になったら競馬にならない」（生産牧場のノーザンファーム代表・吉田勝己）と今回の裁定を支持するコメントを残した。
その後は有馬記念への出走も視野に入れていたが、「回復に時間が足りない」という理由で回避し、年内は休養することとなった。また、2013年の現役続行も同時に発表された。
前年度の活躍などから大きな活躍が見込まれた当馬であったが、当年のGIは宝塚記念の1勝のみとなった。しかし凱旋門賞での2着、それに続いてのジャパンカップでの2着もあり、最優秀4歳以上牡馬に選出された。

### 5歳（2013年）

#### 大阪杯から宝塚記念回避まで
ドバイ国際競走への出走も検討されたが、春は国内に専念することとなった。また、前年は長距離の阪神大賞典を走って「リズムを崩してしまった」ことから、中距離の産経大阪杯を初戦とした。坂路で行われた追い切りでは、凱旋門賞敗退の原因にもなった斜行癖を矯正するために、1頭でもヨレずに走らせるような工夫が施された。3月31日の同競走では、道中は中団後方を折り合いよく追走、最終コーナーでは外から追い上げる。最後の直線で先頭に立つと池添が手綱を緩める余裕も見せて快勝、単勝1.2倍の圧倒的な支持に応えた。レース後に池添は、「断然人気だったし、オルフェーヴルにとって今年最初のレース。僕自身を含めて当然、結果が求められるし、『ホッとした』のひと言です」とコメントしている。
その後、天皇賞（春）は回避し、宝塚記念から再び凱旋門賞を目指すこととなった。この時期には「フラットワーク」と呼ばれる馬場馬術にも取り組み、騎乗者からの指示に従って折り合いよく走れるように調教された。
なお、この時期に主戦の池添は、ロンシャン競馬場での騎乗経験不足を補い凱旋門賞での騎乗をもらうべくフランスへ遠征したが、2013年もフォワ賞と凱旋門賞の2戦でスミヨン騎手が乗ることとなった。
この年の宝塚記念は、オルフェーヴルやジェンティルドンナに加え、前年のクラシック二冠馬・ゴールドシップ、この年の天皇賞（春）で初のGI制覇を成し遂げたフェノーメノらが一堂に会する予定となっており、大きな注目を集めていた。ところがオルフェーヴルは、調整が進められる中、6月13日の追い切り後に運動誘発性肺出血（EIPH）を発症、同レースを回避する事になった。しかし、症状としては軽症であったこと十分な治療が行えたことから、当初の予定通りフランス遠征を行うことが決定した。

#### フランス遠征
8月15日に放牧先のノーザンファームしがらきから帰厩、調整を進め8月21日に国内での最終追い切りを行った。そして8月24日に成田国際空港を出発し、現地時間（以下同）8月24日にフランスのシャルル・ド・ゴール国際空港に到着、その夜に前年と同じ小林智厩舎に入厩した。本年は、ブラーニーストーンが帯同馬として同行した。追い切りの予定日にブラーニーストーンに蹴られて外傷性鼻出血を発症し追い切りが3日間延期されるアクシデントもあったが、概ね順調に調教され、池江も「前哨戦前の現時点での状態は昨年よりいい」とのコメントを残している。
前年のフォワ賞やジャパンカップでは、先頭に立っても他馬を恋しがって待ったり寄っていったりする傾向が見られたことから、当年はブラーニーストーンの前を歩かせ自立心の強化にも努めた。
9月15日のフォワ賞では、前年の英二冠馬であるキャメロットが悪化した馬場を理由に出走を取り消し、9頭での競走となった。レースでは、日本調教馬・キズナの帯同馬であるステラウインド（武豊騎乗）が超スローペースで逃げ、最内枠からスタートしたオルフェーヴルは内ラチ沿いの2、3番手を追走する。直線に向いてステラウインドの外に出すと一気に先頭に立ち、最後はスミヨンが手綱を抑えて後ろを振り返る余裕を見せながら後続を3馬身突き放す圧勝を飾った。
道中は折り合って進み、直線では真っ直ぐ走り後続を突き放した走りに対して、池江は「求めていた走りがようやくできた」と喜びを表し、またスミヨンは「馬が大人に、クールになっていた」と気性面での成長について言及した。

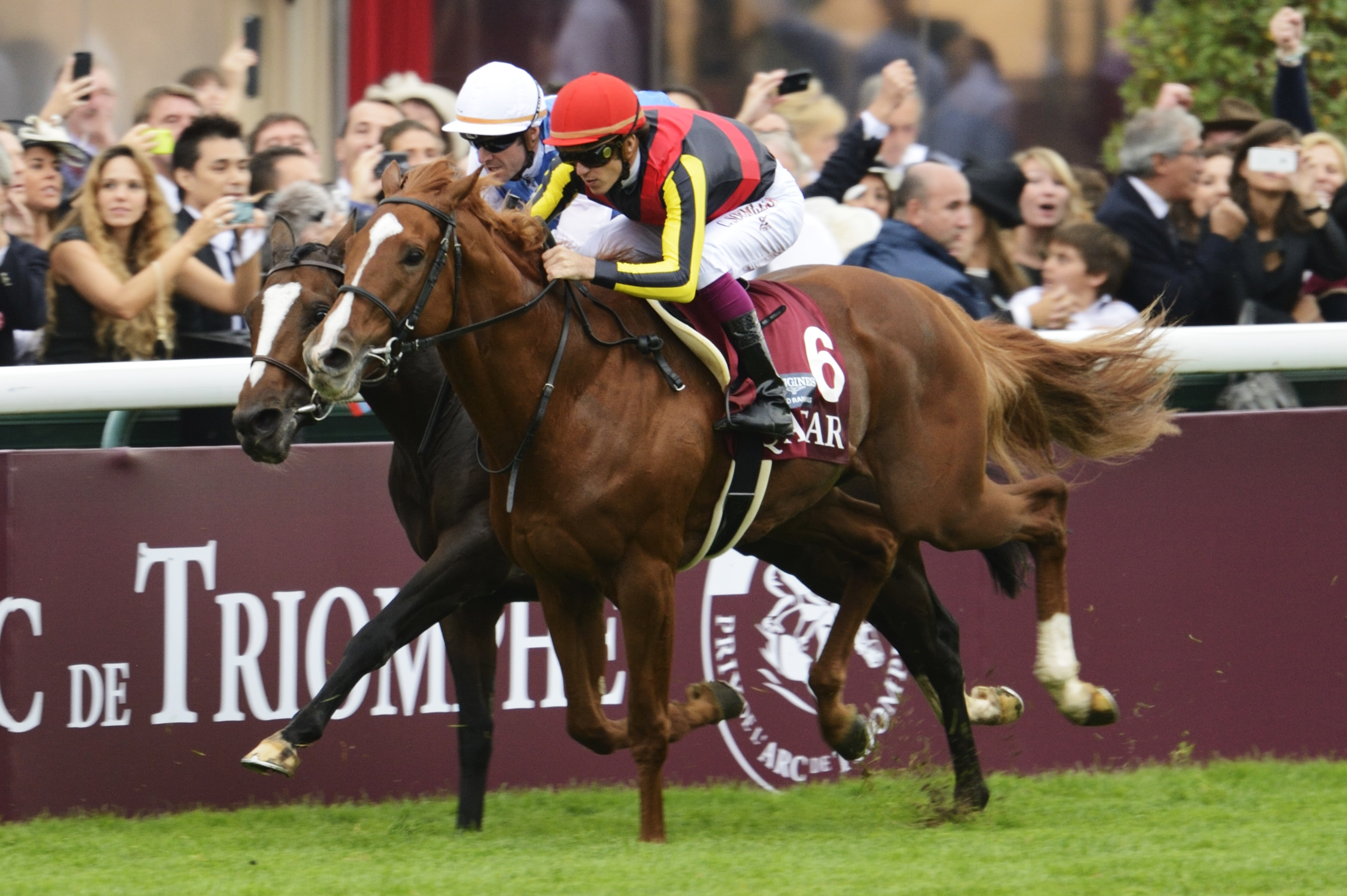
2013年凱旋門賞

10月6日の第92回凱旋門賞には、最終的に18頭が登録を行った。この年は3歳馬に実績馬が多く、東京優駿優勝馬でニエル賞にも勝ったキズナの他、イギリスダービー馬のルーラーオブザワールド、ジョッケクルブ賞（フランスダービー）馬のアンテロ、ディアヌ賞（フランスオークス）とヴェルメイユ賞を連勝したトレヴ、パリ大賞に勝ったフリントシャー、イギリスセントレジャーの勝ち馬リーディングライトなどが出走した。一方、古馬では、前述のキャメロット、アイリッシュチャンピオンステークスに優勝していたザフューグが枠順が発表される前に登録を取り消した。また、同年のキングジョージ6世&クイーンエリザベスステークスをレコードタイムで圧勝し、バーデン大賞にも勝っていたノヴェリストは、発走前日に熱発のために出走を回避した。オルフェーヴルに加えてキズナも出走したことから日本調教馬による凱旋門賞初制覇の期待は例年以上に大きく、この日のロンシャン競馬場の入場者約5万人のうち、日本人は約5800人に達した。
迎えた本番。スタートからペンライパビリオンが押し出されるように逃げ、後にジョシュアツリーがこれを追い抜いていく。フリントシャーやアンテロは中団を進み、オルフェーヴルは中団の後方外目を追走、キズナやトレヴはさらに後ろから進む。フォルスストレートではトレヴが外から追い抜いていき、キズナもオルフェーヴルの進路を塞ぐように横に並びかける。直線に向くとトレヴが一気に抜け出す。直線に向いて進路の確保にやや手間取ったオルフェーヴルはアンテロと馬体を合わせてトレヴを追うが差はむしろ開いていき、最後は5馬身差をつけられて2年連続の2着に敗れた。
レース後に行われたインタビューで、池江は「精一杯やってきましたし、力は出し切った。それで負けたので勝った馬が強かったとしか言いようがない」「（凱旋門賞制覇という扉を）去年は一瞬開けることができてゴール寸前で閉じたという感じだったが、今年は扉に手をかけることすらできなかった」と完敗を認めた。

#### 有馬記念

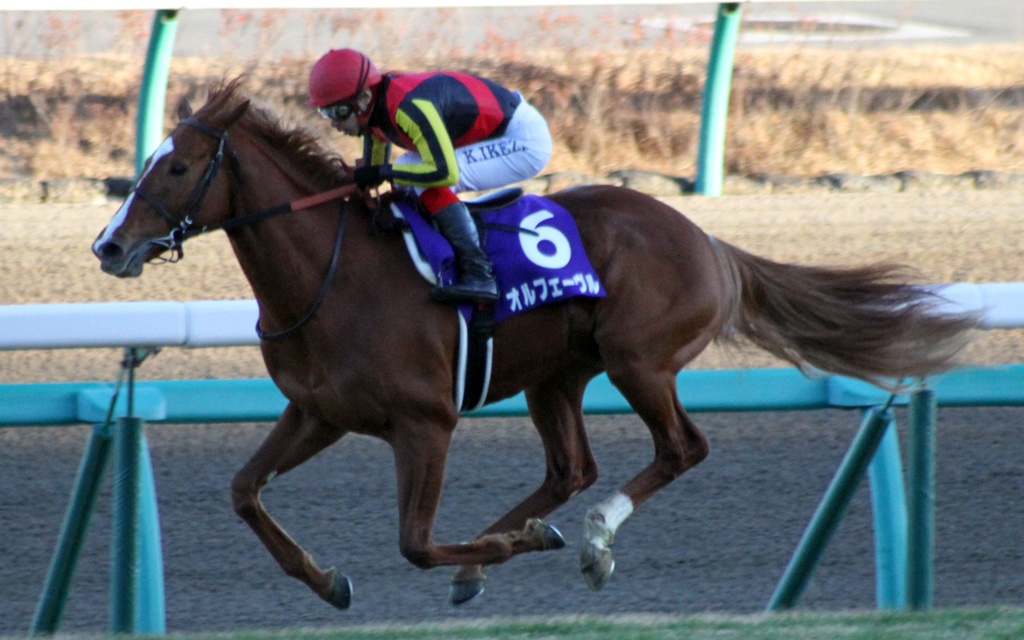
2013年有馬記念

12月22日の第58回有馬記念を現役最後のレースと定め、ファン投票で1位に選出され出走。鞍上には歴戦のパートナーの池添が復帰した。当年は凱旋門賞が終わってからも数日間現地に滞在し、疲れを回復させてから帰国したこともあり、栗東での調整は順調に進められた。一方で池江は、「今回に関しては、勝つというのはもちろん、種牡馬として無事に馬産地へ送り返すことも重要な使命になります」「リスクをともなうほどの強い調教はできませんし、する気もありません」と目一杯の仕上げは否定しており、追い切り後には「凱旋門賞を100%とすれば、今回は80%ぐらい」とも述べていた。

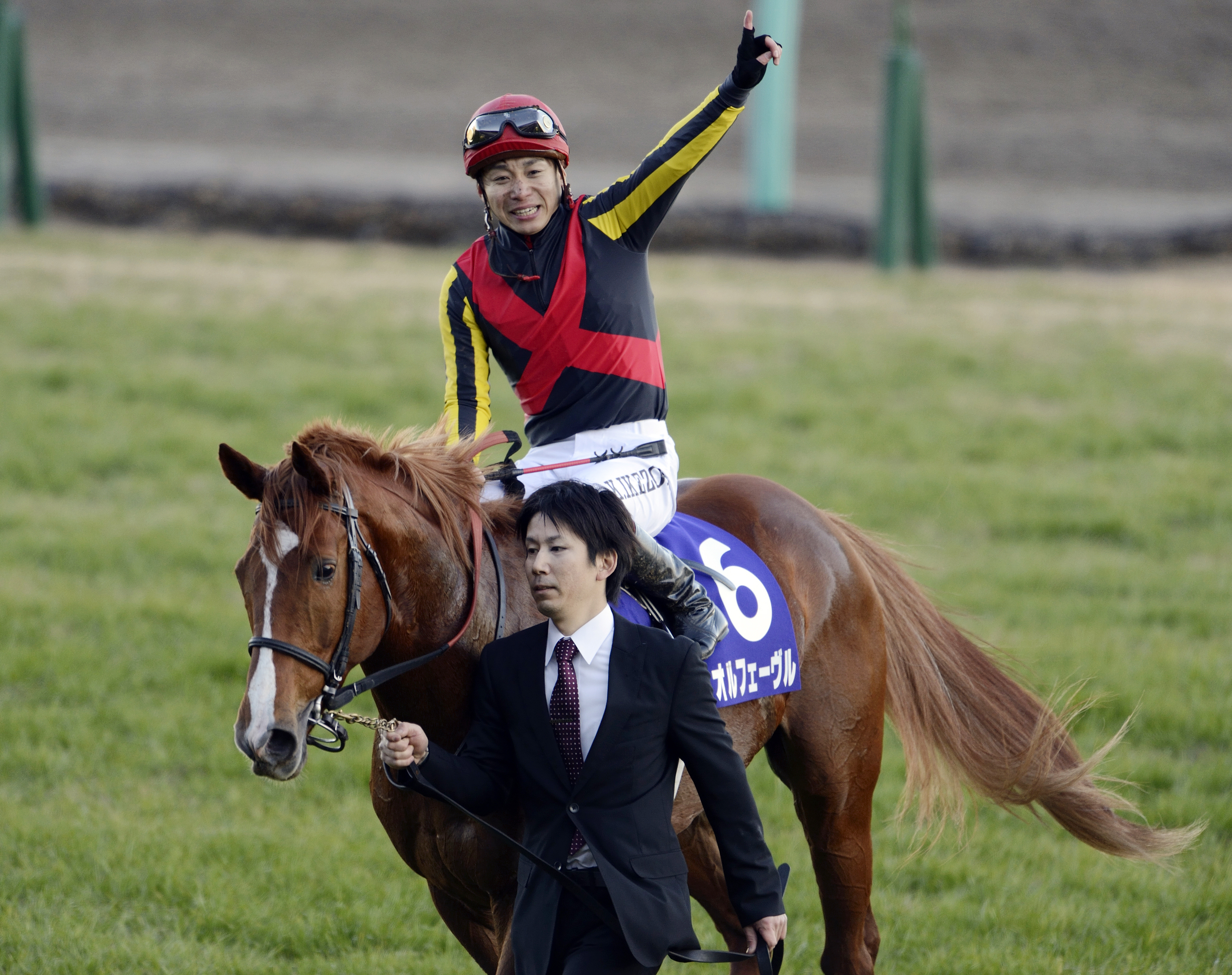
有馬記念レース後

当年の有馬記念に出走したGI馬はオルフェーヴルを含めて3頭と前年の7頭から大きく減少していたが、オルフェーヴルの最後の雄姿を見るために、前年比123.3%となる12万4782人が中山競馬場に詰めかけ、単勝も1.6倍と抜けた1番人気に支持された。
レースはルルーシュが引っ張る展開となり、オルフェーヴルはゴールドシップを見る形で後方4番手を進む。3コーナーを回る頃からオルフェーヴルが馬群の外を徐々に上がっていき、最後の第4コーナーを回ったところで早くも先頭に立つ。直線では後続を一気に突き放し、ゴール直前では軽く流しながらも2着のウインバリアシオンに8馬身という圧倒的な差をつけてゴールイン、引退レースを堂々の勝利で有終の美を飾った。
池添は有馬記念競走後に行われた表彰式でのインタビューで、「僕はオルフェーヴルが世界一強いと思います」「今日でオルフェーヴルはラストランになります。過去の名馬とか時代を築いてきた馬と一緒で、オルフェーヴルは今の時代を築いてきた馬だと思います。震災の時に三冠馬になり、皆さんに勇気や元気を与えたと思います。皆さんこれからも競馬ファンで居続けてください。そしてオルフェーヴルていう本当に人を魅了する走りで力強い走りをした馬がいるんだいうことを語り継いでほしいです。皆さんがファンで居続ける限り競馬は続きます。皆さんに最高の競馬を見せるために競馬関係者、騎手、馬は命をかけて頑張ってます。これからも日本競馬をよろしくお願いします。そして、オルフェーヴルという馬に出会えて本当に良かったです。今までオルフェーヴルを応援し続けてくれてありがとうございました。」とオルフェーヴルの労を労うスピーチを行った。
この日の最終競走終了後に中山競馬場で、6万人以上の観客が残る中、関係者を集めて引退セレモニーが盛大に開催され、当日の有馬記念で着用したゼッケンで登場した。
この年は4戦3勝2着1回。GIの勝利は有馬記念のみであったが、前年に続き最優秀4歳以上牡馬に選出された。また、フランスで実績を残した本馬が有馬記念を圧勝したことは、外国馬が出走したことのない同競走を勝利することについての国際的評価にも影響を与えた。2013年度ワールドベストレースホースランキングにおいて、有馬記念の本馬のパフォーマンスは凱旋門賞のそれを4ポンド上回り、国内の競走では歴代最高、日本調教馬に与えられたものでも当時歴代2位となる129ポンドと評価され、この年のブラックキャビア、トレヴに次ぐ世界第3位タイにランクされた。
通算成績は21戦12勝（2着6回、3着1回、着外2回）、獲得賞金は13億4408万4000円＋215万9880ユーロ。全てを日本円に換算すると15億7621万3000円であり、テイエムオペラオーに次ぐ2位(当時)となった。

## 競走成績
以下の成績は、競走成績はnetkeiba.comの情報に基づくが、海外の一部情報は各競走における出典にも基づく。
| 競走日     | 競馬場     | 競走名        | 格   | 距離（馬場）  | 頭 数 | 枠 番 | 馬 番 | オッズ （人気） | 着順 | タイム （上り3F） | 着差   | 騎手        | 斤量 [kg] | 1着馬（2着馬）         | 馬体重 [kg] | 出典    |
| ---------- | ---------- | ------------- | ---- | ------------- | ----- | ----- | ----- | --------------- | ---- | ----------------- | ------ | ----------- | --------- | ---------------------- | ----------- | ------- |
| 2010.08.14 | 新潟       | 2歳新馬       |      | 芝1600m（重） | 14    | 5     | 8     | 003.00（2人）   | 01着 | R1:37.4（33.4）   | -0.2   | 0池添謙一   | 54        | （ショウナンパルフェ） | 448         |         |
| 0000.10.03 | 中山       | 芙蓉S         | OP   | 芝1600m（良） | 8     | 3     | 3     | 002.10（1人）   | 02着 | R1:35.3（34.5）   | -0.0   | 0池添謙一   | 55        | ホエールキャプチャ     | 450         |         |
| 0000.11.13 | 東京       | 京王杯2歳S    | GII  | 芝1400m（良） | 15    | 4     | 7     | 003.30（1人）   | 10着 | R1:22.6（33.8）   | -0.8   | 0池添謙一   | 55        | グランプリボス         | 454         |         |
| 2011.01.09 | 京都       | シンザン記念  | GIII | 芝1600m（良） | 16    | 1     | 1     | 010.70（3人）   | 02着 | 01:34.2（33.5）   | -0.2   | 0池添謙一   | 56        | レッドデイヴィス       | 456         |         |
| 0000.02.06 | 京都       | きさらぎ賞    | GIII | 芝1800m（良） | 12    | 7     | 10    | 002.90（2人）   | 03着 | R1:47.8（33.2）   | -0.2   | 0池添謙一   | 56        | トーセンラー           | 450         |         |
| 0000.03.26 | 阪神       | スプリングS   | GII  | 芝1800m（良） | 18    | 3     | 6     | 004.70（1人）   | 01着 | R1:46.4（34.3）   | -0.1   | 0池添謙一   | 56        | （ベルシャザール）     | 444         |         |
| 0000.04.24 | 東京       | 皐月賞        | GI   | 芝2000m（良） | 18    | 6     | 12    | 010.80（4人）   | 01着 | R2:00.6（34.2）   | -0.5   | 0池添謙一   | 57        | （サダムパテック）     | 440         |         |
| 0000.05.29 | 東京       | 東京優駿      | GI   | 芝2400m（不） | 18    | 3     | 5     | 003.00（1人）   | 01着 | R2:30.5（34.8）   | -0.3   | 0池添謙一   | 57        | （ウインバリアシオン） | 444         |         |
| 0000.09.25 | 阪神       | 神戸新聞杯    | GII  | 芝2400m（良） | 11    | 6     | 7     | 001.70（1人）   | 01着 | R2:28.3（32.8）   | -0.4   | 0池添謙一   | 56        | （ウインバリアシオン） | 460         |         |
| 0000.10.23 | 京都       | 菊花賞        | GI   | 芝3000m（良） | 18    | 7     | 14    | 001.40（1人）   | 01着 | R3:02.8（34.6）   | -0.4   | 0池添謙一   | 57        | （ウインバリアシオン） | 466         |         |
| 0000.12.25 | 中山       | 有馬記念      | GI   | 芝2500m（良） | 13    | 6     | 9     | 002.20（1人）   | 01着 | R2:36.0（33.3）   | -0.1   | 0池添謙一   | 55        | （エイシンフラッシュ） | 462         |         |
| 2012.03.18 | 阪神       | 阪神大賞典    | GII  | 芝3000m（稍） | 12    | 8     | 12    | 001.10（1人）   | 02着 | R3:11.9（36.7）   | -0.1   | 0池添謙一   | 57        | ギュスターヴクライ     | 462         |         |
| 0000.04.29 | 京都       | 0天皇賞（春） | GI   | 芝3200m（良） | 18    | 8     | 18    | 001.30（1人）   | 11着 | R3:15.6（34.0）   | -1.8   | 0池添謙一   | 58        | ビートブラック         | 460         |         |
| 0000.06.24 | 阪神       | 宝塚記念      | GI   | 芝2200m（良） | 16    | 6     | 11    | 003.20（1人）   | 01着 | R2.10.9（34.7）   | -0.3   | 0池添謙一   | 58        | （ルーラーシップ）     | 456         |         |
| 0000.09.16 | ロンシャン | フォワ賞      | G2   | 芝2400m（So） | 5     | 5     | 4     | 001.70（1人）   | 01着 | R2.34.26          | -1馬身 | 0C.スミヨン | 58        | （Meandre）            | 計不        | [ 168 ] |
| 0000.10.07 | ロンシャン | 凱旋門賞      | G1   | 芝2400m（Co） | 18    | 18    | 6     | 004.50（1人）   | 02着 |                   | -クビ  | 0C.スミヨン | 59.5      | Solemia                | 計不        | [ 185 ] |
| 0000.11.25 | 東京       | ジャパンC     | GI   | 芝2400m（良） | 17    | 8     | 17    | 002.00（1人）   | 02着 | R2:23.1（32.9）   | -0.0   | 0池添謙一   | 57        | ジェンティルドンナ     | 458         |         |
| 2013.03.31 | 阪神       | 産経大阪杯    | GII  | 芝2000m（良） | 14    | 4     | 5     | 001.20（1人）   | 01着 | R1:59.0（33.0）   | -0.1   | 0池添謙一   | 58        | （ショウナンマイティ） | 464         |         |
| 0000.09.15 | ロンシャン | フォワ賞      | G2   | 芝2400m（So） | 9     | 1     | 7     | 001.80（1人）   | 01着 | R2.41.47          | -3馬身 | 0C.スミヨン | 58        | （Very Nice Name）     | 計不        | [ 244 ] |
| 0000.10.06 | ロンシャン | 凱旋門賞      | G1   | 芝2400m（So） | 17    | 8     | 6     |                 | 02着 |                   | -5馬身 | 0C.スミヨン | 59.5      | Treve                  | 計不        | [ 270 ] |
| 0000.12.22 | 中山       | 有馬記念      | GI   | 芝2500m（良） | 16    | 3     | 6     | 001.60（1人）   | 01着 | R2:32.3（36.0）   | -1.3   | 0池添謙一   | 57        | （ウインバリアシオン） | 466         |         |

- 着差：各出典に基づき、日本の競走は秒、フランスの競走は馬体を基準とした距離で表示する。
- 馬場状態：So=Souple[269]（日本の稍重[168]または重[244][270]に相当）, Co=Collant[269]（日本の不良[185]に相当）

## 種牡馬時代
引退後は種牡馬となり、2013年12月25日に繋養先となる北海道勇払郡安平町の社台スタリオンステーションに到着した。初年度（2014年）の種付け料は600万円とされ、244頭の繁殖牝馬を集めた。
6月には、「ロンジンワールドベストレースホース」を日本調教馬として初めて受賞した。また、JRAのGIプロモーションCM「The GI story」有馬記念編では自身も出演している。
2015年1月15日に初仔が誕生したのをはじめ、この年は156頭の産駒を送り出した。同年の7月にノーザンホースパーク（苫小牧市）で行われたセレクトセール（当歳部門）では、上場された17頭中13頭が落札。最高価格は8600万円で、平均価格は約4108万円であった。9月14日には31頭目の顕彰馬に選出された。
2017年から産駒がデビュー。同年7月9日函館の2歳新馬戦にてクリノクーニングが勝利、中央・地方合わせて産駒初勝利となった。同年の9月2日の札幌2歳ステークスでロックディスタウンが勝利して産駒重賞初勝利、12月10日に行われた阪神ジュベナイルフィリーズでラッキーライラックが優勝し、産駒GI初制覇となった。2017年の2歳サイアーランキングでは7位に入った。ただし勝ち上がり馬の頭数では上位20位のうちで最低の8頭、アーニングインデックスでは全体が1.21に対して重賞では10.80とかなり極端な数字となっている。
2021年にはマルシュロレーヌがブリーダーズカップ・ディスタフを制覇し、産駒による初の海外GI勝利となった。また、本レースの勝利は日本調教馬による海外ダートGIレース初勝利でもある。。2021年の栗山求は、産駒がパワーとスタミナに優れることから道悪や洋芝、ダート、先行脚質で強く、また成長面では古馬になって完成することを特徴として紹介している。2022年以降もショウナンナデシコ（かしわ記念）、ウシュバテソーロ（東京大賞典、川崎記念、ドバイワールドカップ）などダートGIを制する産駒が複数現れており、芝で伸び悩んだ産駒がダートで再評価される動きもある。

## 種牡馬成績

### 種付料の推移
| 年     | 種付料（万円） | 増減 | 種付頭数 | 出産頭数 |
| ------ | -------------- | ---- | -------- | -------- |
| 2014年 | 600            | -    | 244      | 156      |
| 2015年 | 600            | ０   | 256      | 163      |
| 2016年 | 600            | ０   | 244      | 151      |
| 2017年 | 600            | 0    | 191      | 111      |
| 2018年 | 500            | 100  | 136      | 81       |
| 2019年 | 400            | 100  | 52       | 32       |
| 2020年 | 300            | 100  | 165      | 109      |
| 2021年 | 350            | 50   | 157      | 99       |
| 2022年 | 350            | 0    | 129      |          |
| 2023年 | 350            | 0    | 172      |          |
| 2024年 | 350            | 0    |          |          |

### 年度別成績
| 年     | 総合 （中央+地方） | 総合 （中央+地方） | 総合 （中央+地方） | 総合 （中央+地方） | 総合 （中央+地方） | 総合 （中央+地方） | 総合 （中央+地方） | 中央 | 中央 | 中央 | 中央 | 中央 | 中央 | 中央           |
| 年     | 出走               | 出走               | 勝利               | 勝利               | 順位               | AEI                | 収得賞金           | 出走 | 出走 | 勝利 | 勝利 | 順位 | AEI  | 収得賞金       |
| 年     | 頭数               | 回数               | 頭数               | 回数               | 順位               | AEI                | 収得賞金           | 頭数 | 回数 | 頭数 | 回数 | 順位 | AEI  | 収得賞金       |
| ------ | ------------------ | ------------------ | ------------------ | ------------------ | ------------------ | ------------------ | ------------------ | ---- | ---- | ---- | ---- | ---- | ---- | -------------- |
| 2017年 | 87                 | 182                | 8                  | 11                 | 82                 | 0.67               | 2億5693万7000      | 84   | 171  | 7    | 10   | 64   | 0.48 | 2億5431万7000  |
| 2018年 | 224                | 1082               | 83                 | 132                | 16                 | 1.27               | 12億2373万4000     | 215  | 775  | 47   | 67   | 13   | 0.88 | 11億8309万3000 |
| 2019年 | 341                | 2055               | 151                | 258                | 11                 | 1.21               | 17億6016万9000     | 287  | 1095 | 78   | 103  | 10   | 0.92 | 16億3667万5000 |
| 2020年 | 370                | 2594               | 164                | 310                | 4                  | 1.75               | 27億5096万7000     | 282  | 1197 | 71   | 104  | 4    | 1.42 | 24億7312万6000 |
| 2021年 | 357                | 2537               | 150                | 274                | 7                  | 1.65               | 24億7651万5000     | 239  | 1047 | 69   | 95   | 8    | 1.47 | 21億5245万7000 |
| 2022年 | 295                | 2408               | 136                | 245                | 7                  | 1.90               | 24億7730万0500     | 183  | 816  | 50   | 67   | 11   | 1.58 | 18億4785万2000 |

種牡馬成績は、2022年終了時点。

### 主な産駒

#### グレード制重賞勝利産駒
太字はGI・JpnI競走を表す。
- 2015年産
  - ラッキーライラック（阪神ジュベナイルフィリーズ、エリザベス女王杯2回、大阪杯、アルテミスステークス、チューリップ賞）[301]
  - エポカドーロ（皐月賞）[301]
  - ロックディスタウン（札幌2歳ステークス）[301]
  - サラス（マーメイドステークス）[301]
  - バイオスパーク（福島記念）
- 2016年産
  - マルシュロレーヌ（ブリーダーズカップディスタフ、レディスプレリュード、TCK女王盃、エンプレス杯、ブリーダーズゴールドカップ）
  - ジャスティン（東京スプリント2回、東京盃、カペラステークス）
  - オセアグレイト（ステイヤーズステークス）
  - ショウリュウイクゾ（日経新春杯[302]）
  - アンドラステ（中京記念）
  - トゥルボー（新潟ジャンプステークス、阪神ジャンプステークス）
  - シルヴァーソニック（ステイヤーズステークス、レッドシーターフハンデキャップ）[303]
- 2017年産
  - ショウナンナデシコ（かしわ記念、エンプレス杯、マリーンカップ、スパーキングレディーカップ）
  - ウシュバテソーロ（東京大賞典2回、川崎記念、ドバイワールドカップ、日本テレビ盃）[304]
  - シャインガーネット（ファルコンステークス）
  - オーソリティ（青葉賞、アルゼンチン共和国杯2回、ネオムターフカップ）
  - クリノプレミアム（中山牝馬ステークス）
  - ギルデッドミラー（武蔵野ステークス）[305]
  - アイアンバローズ（ステイヤーズステークス）
- 2018年産
  - ラーゴム（きさらぎ賞）
  - ソーヴァリアント（チャレンジカップ2回）[306]
  - ロスコフ（小倉サマージャンプ）
- 2019年産
  - ライラック（フェアリーステークス）
  - ミクソロジー（ダイヤモンドステークス）[307]
- 2022年産
  - クリノメイ（チューリップ賞）

この他JRA史上最軽量の馬体重で勝利したメロディーレーン（2016年産）もオルフェーヴル産駒である。

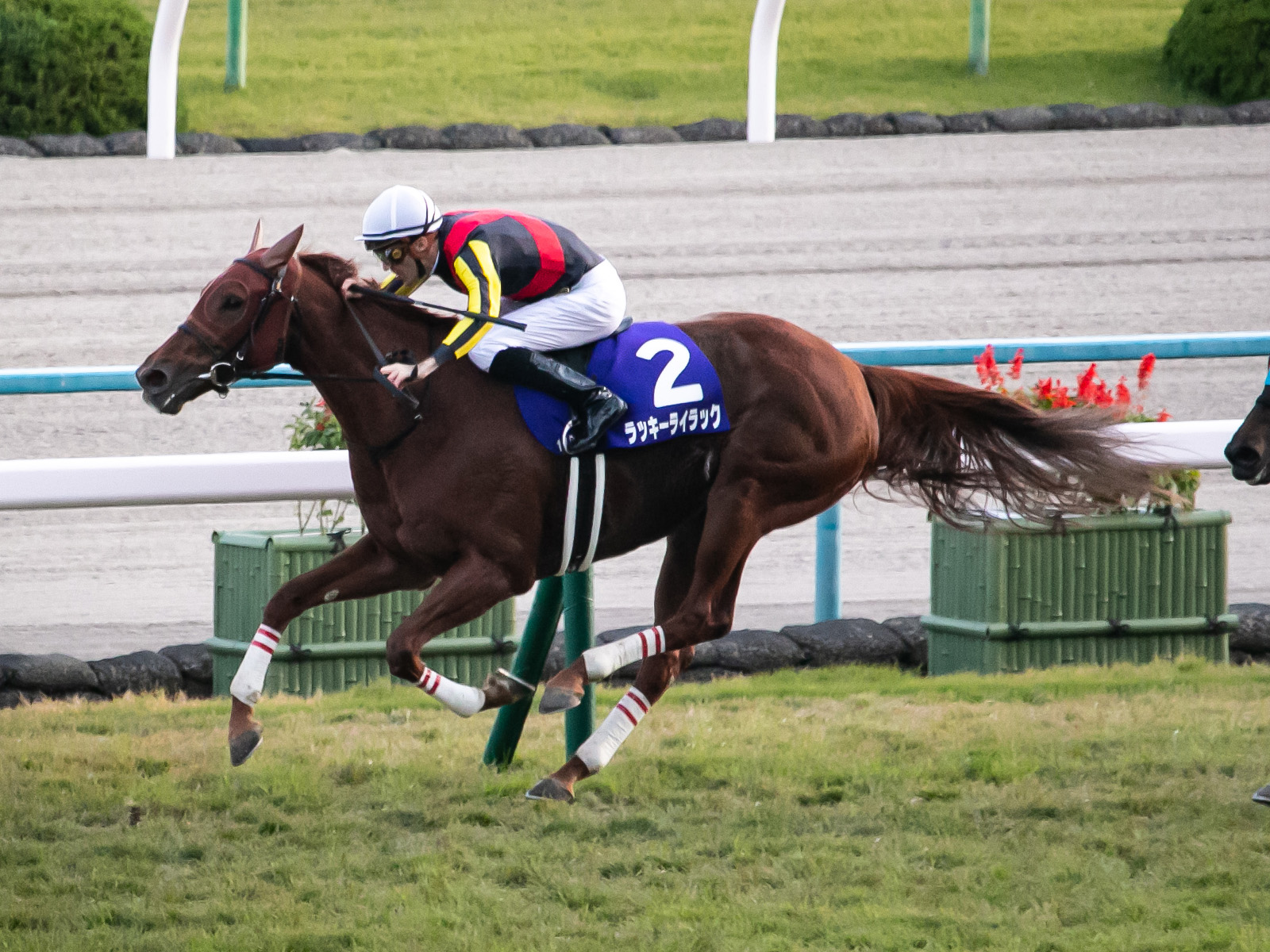
ラッキーライラック（2015年産）
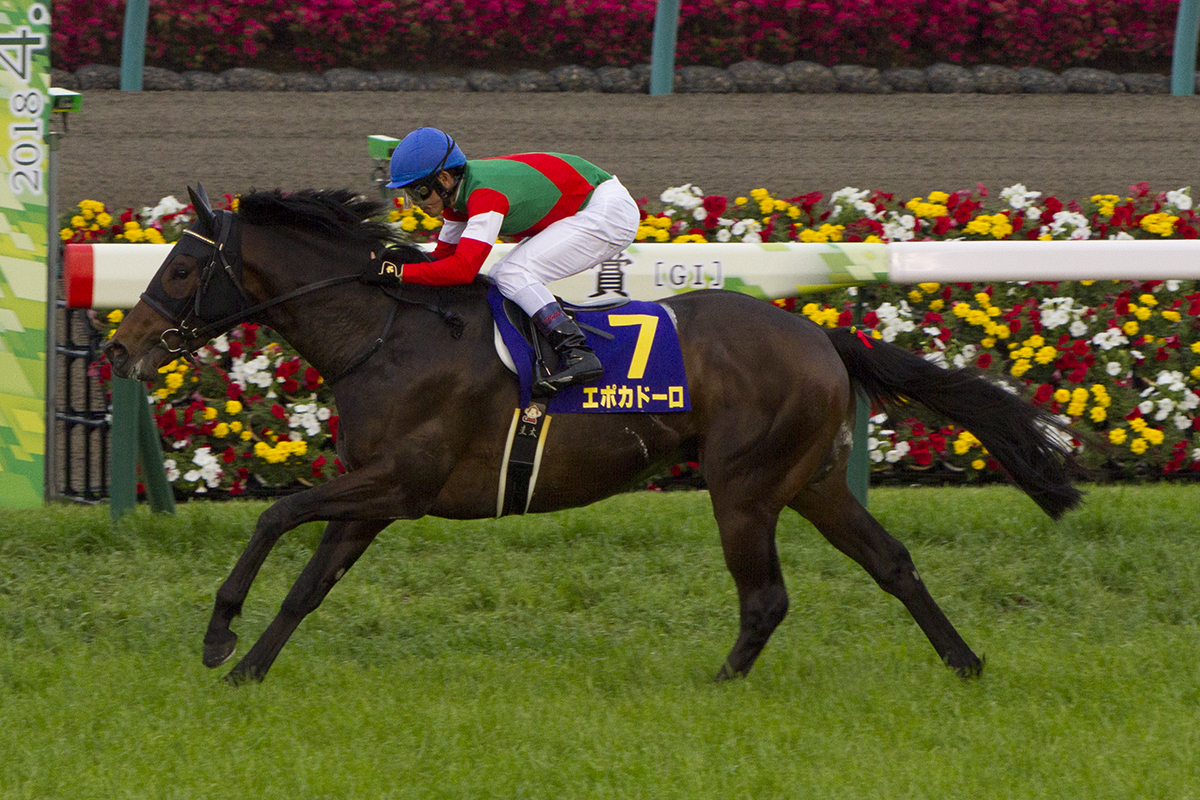
エポカドーロ（2015年産）
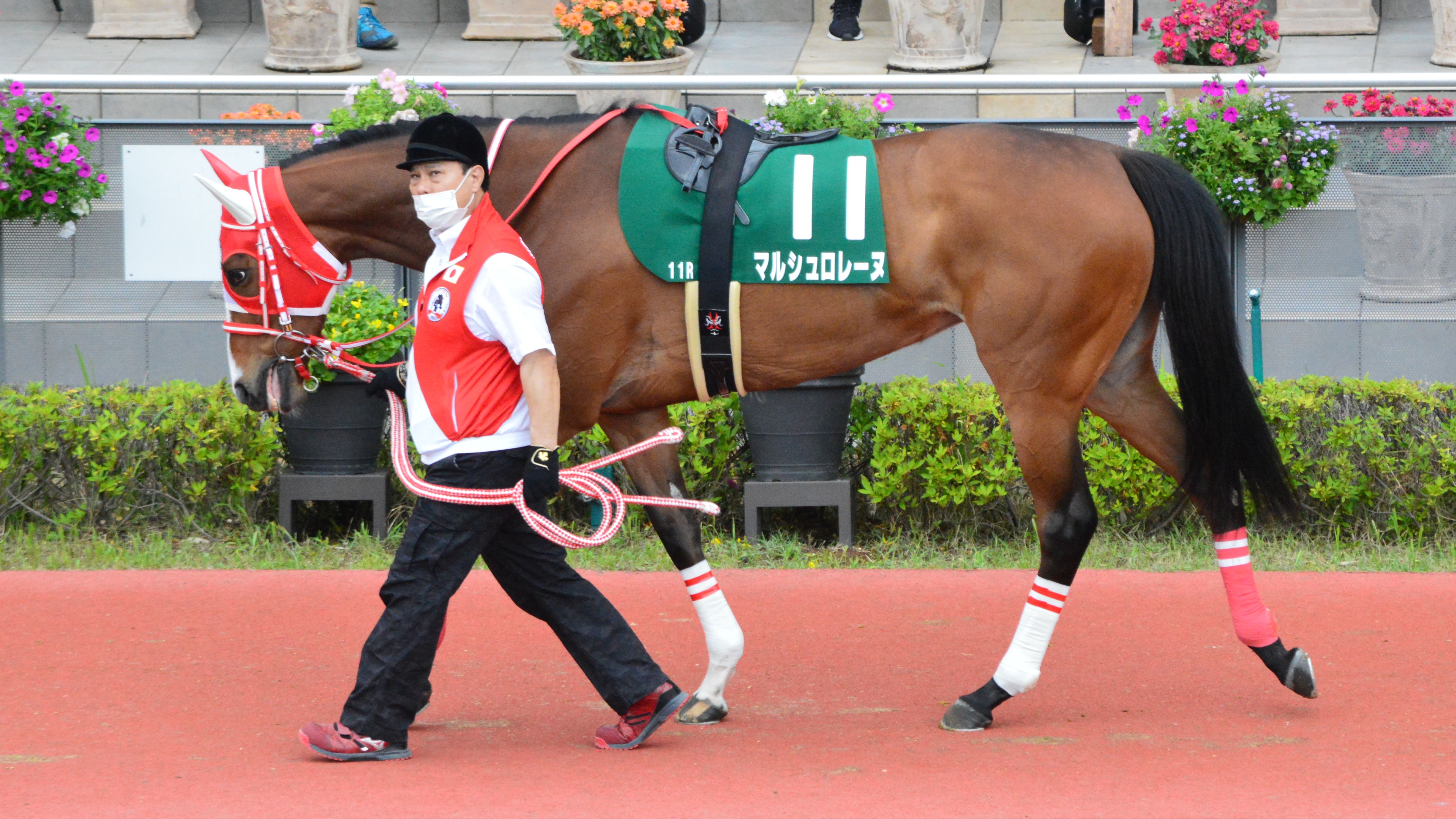
マルシュロレーヌ(2016年産)
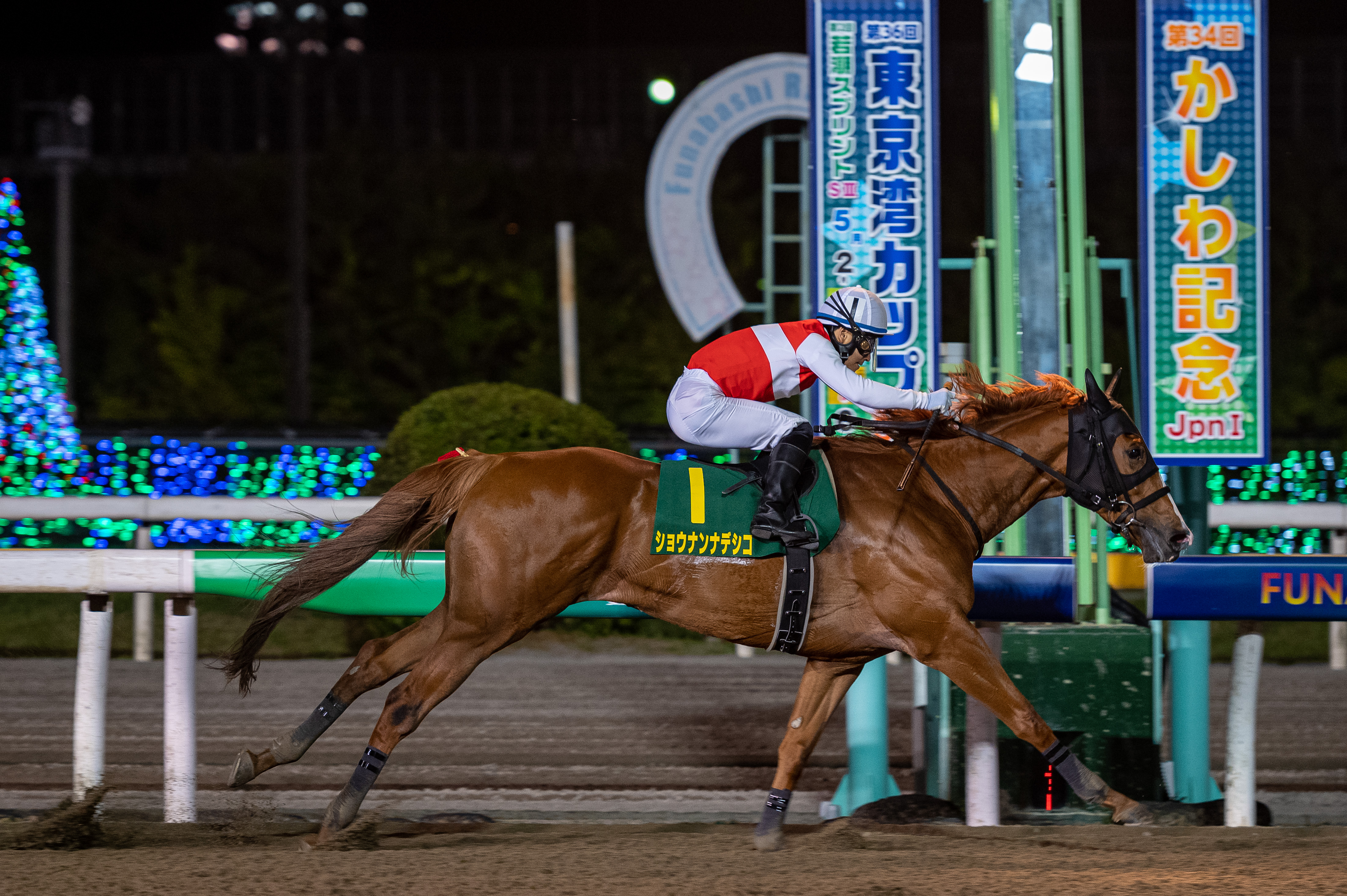
ショウナンナデシコ(2017年産)
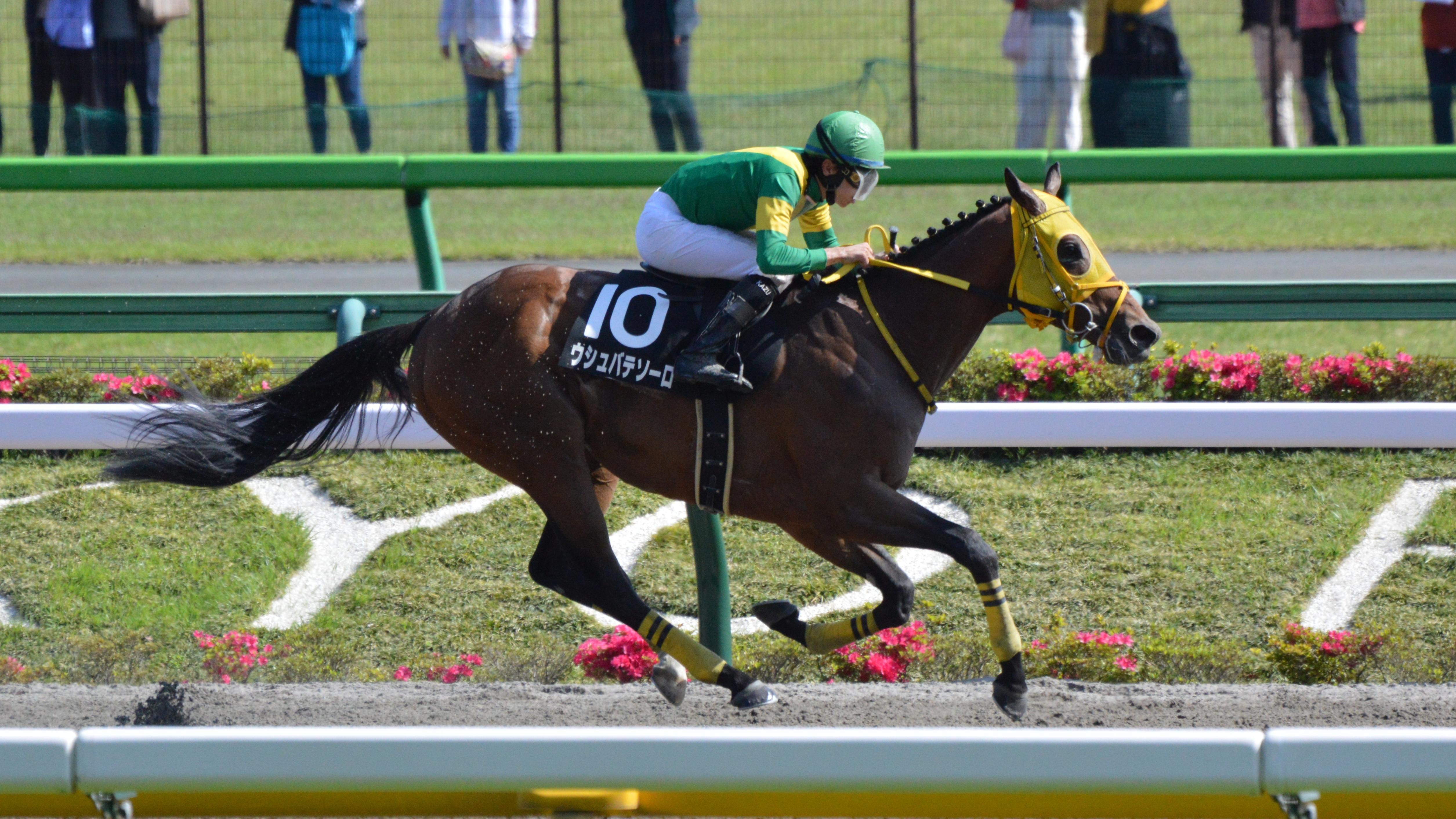
ウシュバテソーロ(2017年産)

#### 地方重賞勝利産駒
- 2015年産
  - シーアフェアリー（兵庫サマークイーン賞、兵庫クイーンカップ）
- 2016年産
  - ヘリオス（あすなろ賞）
- 2017年産
  - ネオアマゾネス（徽軫賞2回）
- 2019年産
  - タニノタビト（東海三冠【駿蹄賞、東海ダービー、岐阜金賞】）
  - ロードランヴェルセ（トリトン争覇、名港盃）

### 母の父としての産駒

#### グレード制重賞優勝馬
- 2020年産
  - ドゥラエレーデ（ホープフルステークス）- 父ドゥラメンテ[310]
- 2021年産
  - コラソンビート（京王杯2歳ステークス）- 父スワーヴリチャード[311]
- 2022年産
  - ショウヘイ（京都新聞杯）- 父サートゥルナーリア[312]
  - アロヒアリイ（ギヨームドルナノ賞） - 父ドゥラメンテ

#### 地方重賞優勝馬
- 2023年産
  - セイクリスティーナ（若鮎賞、ジュニアグランプリ）- 父タリスマニック

## 血統表
| オルフェーヴルの血統                         | オルフェーヴルの血統                                          | オルフェーヴルの血統                    | （血統表の出典）                   | （血統表の出典）  |
| 父系                                         | サンデーサイレンス系（ヘイロー系）                            | サンデーサイレンス系（ヘイロー系）      | サンデーサイレンス系（ヘイロー系） | [ § 2 ]           |
| 父 ステイゴールド 1994 黒鹿毛 北海道白老町   | 父の父*サンデーサイレンス Sunday Silence 1986 青鹿毛 アメリカ | Halo                                    | Hail to Reason                     | Hail to Reason    |
| 父 ステイゴールド 1994 黒鹿毛 北海道白老町   | 父の父*サンデーサイレンス Sunday Silence 1986 青鹿毛 アメリカ | Halo                                    | Cosmah                             |                   |
| 父 ステイゴールド 1994 黒鹿毛 北海道白老町   | 父の父*サンデーサイレンス Sunday Silence 1986 青鹿毛 アメリカ | Wishing Well                            | Understanding                      | Understanding     |
| 父 ステイゴールド 1994 黒鹿毛 北海道白老町   | 父の父*サンデーサイレンス Sunday Silence 1986 青鹿毛 アメリカ | Wishing Well                            | Mountain Flower                    |                   |
| 父 ステイゴールド 1994 黒鹿毛 北海道白老町   | 父の母ゴールデンサッシュ 1988 栗毛 北海道白老町               | *ディクタス Dictus                      | Sanctus                            | Sanctus           |
| 父 ステイゴールド 1994 黒鹿毛 北海道白老町   | 父の母ゴールデンサッシュ 1988 栗毛 北海道白老町               | *ディクタス Dictus                      | Dronic                             |                   |
| 父 ステイゴールド 1994 黒鹿毛 北海道白老町   | 父の母ゴールデンサッシュ 1988 栗毛 北海道白老町               | ダイナサッシュ                          | *ノーザンテースト                  | *ノーザンテースト |
| 父 ステイゴールド 1994 黒鹿毛 北海道白老町   | 父の母ゴールデンサッシュ 1988 栗毛 北海道白老町               | ダイナサッシュ                          | *ロイヤルサッシュ                  |                   |
| 母 オリエンタルアート 1997 栗毛 北海道白老町 | 母の父メジロマックイーン 1987 芦毛 北海道浦河町               | メジロティターン                        | メジロアサマ                       | メジロアサマ      |
| 母 オリエンタルアート 1997 栗毛 北海道白老町 | 母の父メジロマックイーン 1987 芦毛 北海道浦河町               | メジロティターン                        | *シェリル                          |                   |
| 母 オリエンタルアート 1997 栗毛 北海道白老町 | 母の父メジロマックイーン 1987 芦毛 北海道浦河町               | メジロオーロラ                          | *リマンド                          | *リマンド         |
| 母 オリエンタルアート 1997 栗毛 北海道白老町 | 母の父メジロマックイーン 1987 芦毛 北海道浦河町               | メジロオーロラ                          | メジロアイリス                     |                   |
| 母 オリエンタルアート 1997 栗毛 北海道白老町 | 母の母エレクトロアート 1986 栗毛 北海道早来町                 | *ノーザンテースト Northern Taste        | Northern Dancer                    | Northern Dancer   |
| 母 オリエンタルアート 1997 栗毛 北海道白老町 | 母の母エレクトロアート 1986 栗毛 北海道早来町                 | *ノーザンテースト Northern Taste        | Lady Victoria                      |                   |
| 母 オリエンタルアート 1997 栗毛 北海道白老町 | 母の母エレクトロアート 1986 栗毛 北海道早来町                 | *グランマスティーヴンス Grandma Stevens | Lt. Stevens                        | Lt. Stevens       |
| 母 オリエンタルアート 1997 栗毛 北海道白老町 | 母の母エレクトロアート 1986 栗毛 北海道早来町                 | *グランマスティーヴンス Grandma Stevens | Dhow F-No.8-c                      |                   |
| 母系(F-No.)                                  | 8号族(FN:8-c)                                                 | 8号族(FN:8-c)                           | 8号族(FN:8-c)                      | [ § 3 ]           |
| 5代内の近親交配                              | ノーザンテースト 4×3                                          | ノーザンテースト 4×3                    | ノーザンテースト 4×3               | [ § 4 ]           |
| 出典                                         | 1. 2. 3. 4.                                                   | 1. 2. 3. 4.                             | 1. 2. 3. 4.                        | 1. 2. 3. 4.       |

- 「父ステイゴールド、母父メジロマックイーン」の配合はニックスで、本馬とその兄ドリームジャーニーのほか、ゴールドシップ、フェイトフルウォーが出ている[316]。

おもな近親
- 全兄に朝日杯フューチュリティステークス、宝塚記念、有馬記念を制したドリームジャーニー[24][67]。
- 全弟にリヤンドファミユ（若駒ステークス（オープン）優勝）[317]、アッシュゴールド（デイリー杯2歳ステークス（GII）2着）[318]。
- 4代母・Dhowまでからは目立った実績のある馬は輩出されていないが、6代母・Dynamoまで遡るとそこから広がる牝系から以下の馬が輩出されている。
  - High Voltage（CCAオークスなど、米最優秀2歳牝馬[319]）[320]
  - Bold Commander（種牡馬）[321]
  - Majestic Light（マンノウォーステークスなど、種牡馬）[322]
  - Impressive（サラトガスペシャルステークス）[323]
  - Reverence（ナンソープステークスなど）[324]
  - ステューペンダス（ホイットニーステークスなど。日本輸入種牡馬）[325]
  - シーズコマンド（日本輸入種牡馬）[326]
  - シンコウスプレンダ（京成杯オータムハンデキャップ、エルムステークス）[327]

## その他
オルフェーヴルは白老町にある白老ファーム出身であることから、2012年9月に白老町から白老町観光大使に任命されている。